# Греческая артиллерия в Малоазийском походе

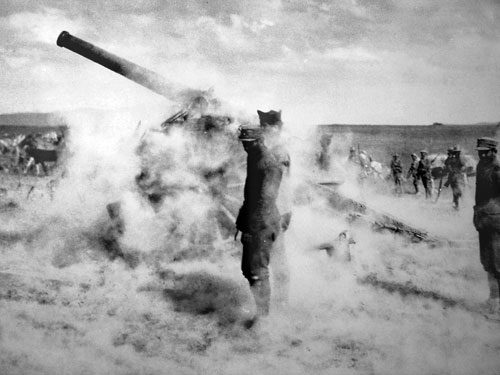
Греческая артиллерия ведёт огонь по турецким позициям, Малоазийский поход (май 1919 — сентябрь 1922 годов)

Артиллерия Греческого королевства  приняла заметное участие в Малоазийском походе греческой армии.
Понеся большие потери в последние месяцы войны, греческая артиллерия сохранила значительные силы и эвакуировалась из Малой Азии в августе 1922 года, сохраняя боевой порядок, что после кратковременной реорганизации позволило ей влиться в т. н. Армию Эвроса, готовую в 1923 году к возобновлению военных действий и повторному занятию Восточной Фракии.

## Предыстория
С окончанием Первой мировой войны Греция была в лагере победителей и ожидала решений Парижской мирной конференции о будущем населённых греками территорий Османской империи. Согласно документам представленным на конференции премьер-министром Греции Венизелосом, в Малой Азии, Фракии и Константинополе, в районах Трапезунда и Адана проживали 2 845 000 греков, что составляло 20 % населения региона.
Однако не следует приписывать Венизелосу идеологему возрождения Византийской империи, принадлежавшую политику XIX века И. Коллетису.
Венизелос был великим революционером и политиком, он был ирредентистом удвоившим территорию страны. Но прежде всего он был прагматиком, осознавал реальные возможности маленького греческого государства, и всегда учитывал интересы союзников. Согласно современному английскому историку Дугласу Дакину, территориальные претензии Венизелоса на конференции не были необоснованными. Из всех стран Антанты претендовавших на подлежавшие разделу османские территории, только Греция, кроме своих исторических прав, могла аргументировать их греческим населением и соседством с этими территориями:334.
К тому же, его претензии ограничились Восточной Фракией, без Константинополя и проливов. Он понимал, что в этом вопросе он встретит противодействие, и его удовлетворял их международный контроль, считая, что таким образом их греческое население и Константинопольский патриархат будут в безопасности:335.
В Малой Азии, он проявил интерес только к прибрежному региону вокруг Измира, полагая, что там, после обмена, можно будет собрать греческое население Малой Азии. Дакин пишет, что Венизелос был оппортунистом и не мог отказаться от представленных возможностей:336.
Заявляя, что после гонений, греческое население Малой Азии не может вернуться к предвоенному статусу, он осознавал, что его успех здесь будет полностью зависеть от финансовой и военной поддержки союзников.
В силу этого, он не ставил перед собой задач превышающих возможности страны и не имевших международной поддержки. Он игнорировал обращение греков Понта о создании там второго греческого государства и поддержал включение Понта в лоббируемую президентом США Вильсоном Армению.

## Начало Малоазийского похода
Независимо от проявленного интереса к Малой Азии, высадка греческой армии в Смирне не была инициативой Греции, и состоялась по мандату Антанты в результате антагонизма союзников. Высадка была произведена с уведомлением единственного на тот момент турецкого (султанского) правительства и первоначально имела временный характер.
По мандату Антанты было произведено и расширение плацдарма, с целью подавления зарождавшегося движения кемалистов.
В 1920 году, также по мандату Антанты, греческая армия заняла Восточную Фракию, после мятежа находившейся там султанской армии, и остановилась в 50 км от занятого союзниками Константинополя.
В силу этих фактов, термин греко-турецкая война почти не используется ни греческой, ни турецкой историографией и далёк от исторической действительности. В турецкой историографии это часть войны за независимость и именуется «Западный фронт в войне за независимость» (тур. Kurtuluş Savaşı Batı Cephesi). В греческой историографии событие именуется «Малоазийский поход».
К. Саккеларопулос пишет, что решение Парижской конференции о отправке греческих войск в Малую Азию «было принято для удовлетворения целей, не имеющих отношение к Греции»:A-177.
Х. Дзидзилонис пишет, что события 1919—1922 годов не были войной между Грецией и Турцией. Независимо от того, что в неё была вовлечена в основном греческая армия, первичную роль в ней играли большие империалистические силы Антанты, которые в безудержном антагонизме, боролись за раздел региона и за его нефть.
Он пишет, что греческая армия высадившаяся в Смирне не имела свободы действий. О её действиях решения принимали власти Ближнего Востока, где критерием было удовлетворение нужд политики империалистических сил, в особенности англичан. Для каждого действия греческой армии было необходимо подтверждение адмирала Калторпа (Somerset Gough-Calthorpe), или, в случае его отсутствия, командующего союзным флотом в Смирне.

## Высадка в Смирне
Согласно 7-й статьи Мудросского перемирия между Антантой и Османской империей, союзники имели право на оккупацию любого города имевшего стратегическое значение. На Смирну претендовала Италия, чьи войска находились южнее Измира. Чтобы ограничить её амбиции, союзники решили предоставить оккупацию Измира Греции:132, о чём «Совет Четырёх» (Британия, Франция, Италия, США) уведомил правительство султана. Позже, уже после Малоазийской катастрофы, Клемансо писал Венизелосу: «Решение о де-факто оккупации Смирны и её региона было принято только из-за существования определённых условий, и не могло создать права на будущее. Это была только временная мера, которая оставляла Конференции абсолютную свободу решить возникающие из Восточного вопроса проблемы, в соответствии с общей ситуацией и пожеланиями и интересами интересующихся сторон».

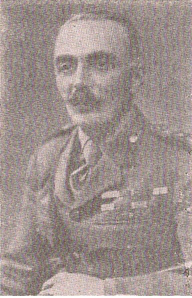
Комдив Ι греческой пехотной дивизии, полковник артиллерии Николаос Зафириу (На фотографии 1924 года и уже в звании генерал-лейтенанта)

Для операции была задействована Ι греческая дивизия (комдив полковник артиллерии Н. Зафириу, ожидавшая отправки на Украину в поддержку Белого движения.
Хотя речь шла о временной оккупации региона, солдаты сочли её началом освобождения древних греческих земель Ионии и её коренного греческого населения. Отражая этот исторический факт, английский историк Дуглас Дакин именует последовавший Малоазийский поход «Четвёртой Освободительной войной Греции»:333.
Высадка началась 2/15 мая и предполагалась мирной. В турецких казармах находилось 4 тыс. солдат. Итальянцы не успокоились с потерей Измира, вооружили лодочников и выпустили из тюрьмы уголовников.
Когда началась высадка и греческое население приветствовало своих освободителей, началась стрельба из лодок, а находившиеся в толпе уголовники наносили встречающим ножевые ранения. В дело подключились вооружённые турецкие солдаты и жандармы. 4й греческий полк навёл порядок через час, взяв плен 540 турецких солдат. 2 тысячам турок удалось уйти, положив начало как турецкому сопротивлению, так и зверствам по отношению к безоружному греческому населению. Т. Герозисис отмечает, что высадка была произведена «с некоторыми ошибками», что дало туркам возможность оказать «какое то сопротивление», «для создания впечатлений и обеспечения политических целей»:364.
В том что касается артиллерии, на следующий день, 3 мая, 1/38 полк эвзонов взял под свой контроль береговые артиллерийские батареи турок в Урла, западнее Смирны.

## Расширение плацдарма

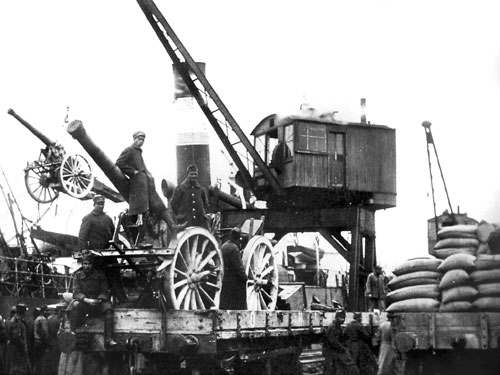
Выгрузка орудий греческой артиллерии в порту Смирны

6 мая 1919 года Межсоюзнический совет, в составе президента США Вильсона, премьер-министров Великобритании Ллойд Джорджа, Франции Ж. Клемансо и министра иностранных дел Италии С. Соннино, провёл экстренное совещание. Венизелос попросил разрешения на расширение плацдарма Смирны, чтобы получить возможность для отражения турецких чет и обеспечить возвращение 300 тысяч беженцев, нашедших убежище на греческих островах после резни греческого населения в годы мировой войны. Разрешение было дано и греческая армия, по выражению Я. Капсиса была готова «освободить священные земли, после 5 веков оккупации иноземцами»:44-45.
К концу мая, c согласия союзников, греческие войска заняли весь вилайет Смирны, а с ростом налётов турецких чет на зону оккупации стали расширять её уже без согласия союзников:154:76-83.

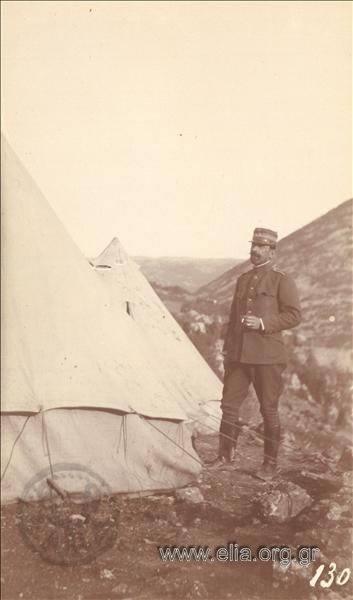
Николаос Влахопулос в звании майора артиллерии на фронте Эпира Первой Балканской войны в конце 1912 года

Комдив I дивизии, Н. Зафириу, оставался комендантом Смирны до июня, когда после сворачивания Украинского похода, из Румынии в Смирну была переброшена II дивизия (комдив генерал-майор артиллерии Н. Влахопулос). Генерал Влахопулос принял как пост коменданта Смирны, так и командование I дивизией.
Между тем 28 июня, турецкие иррегулярные и регулярные силы с пулемётами и тяжёлыми орудиями предоставленными им итальянцами вышли из итальянской зоны, свободно перешли мост охраняемый итальянцами и атаковали город Айдын при артиллерийской поддержке итальянцев и используя свои (итальянские) тяжёлые орудия:170. Полковник Схинас, в распоряжении которого были 3 батальона пехоты и 1 артиллерийская батарея из I дивизии, совершил роковую, ошибку. Он оставил блок посты вокруг города и собрал все свои силы в городе. Согласно митрополита Смирны и будущего великомученика Хризостома, «полковник Схинас приказал сбор частей в городе … то есть применил … план атакующих, которые стремились перенести бой в город, где большое число турок было вооружено… Турки безудержно ворвались в греческий квартал. Последовали огонь и резня, которые продолжались 4 дня… Пленные были уведены вглубь Азии и их судьба это отдельное повествование»:168.

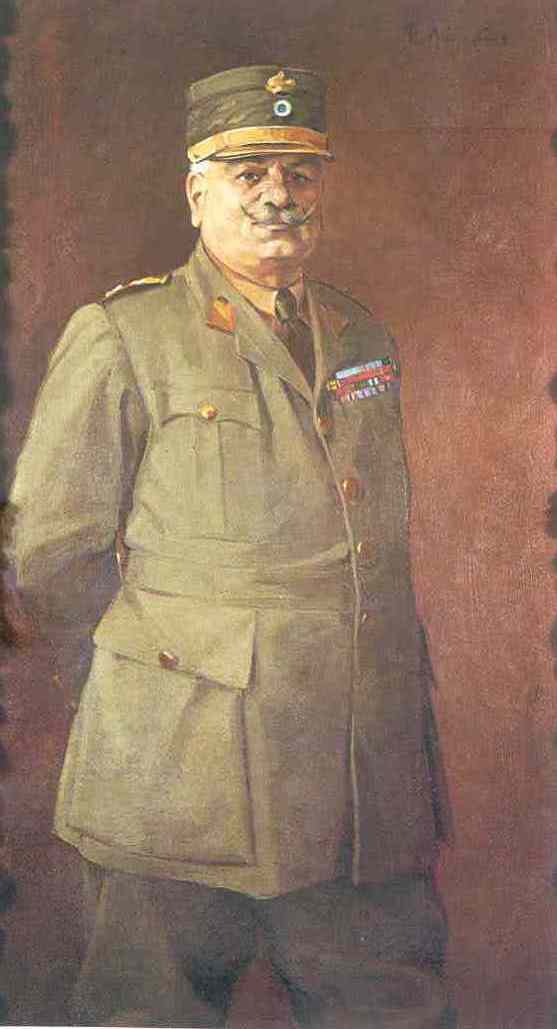
Генерал-лейтенант артиллерии Леонидас Параскево́пулос, первый командующий экспедиционной Малоазийской армии, 1920 год

События в Айдыне вынудили правительство Греции срочно усилить экспедиционную армию и назначить её командующим генерал-лейтенанта артиллерии Леонида Параскево́пулоса. Война со стороны турок приняла характер этнических чисток. Я. Капсис пишет, что резня в Айдыне должна была лишить сомнений как союзников, так и греческое руководство в том, что случится с населением Ионии, когда греческая армия уйдёт из региона.
При этом, согласно Х. Дзиндзилонису, греческая армия потеряла национальный характер и превратилась в экспедиционный корпус Министерства колоний Англии. Характерна телеграмма Венизелоса из Лондона генералу Параскевопулосу: «Английский военный министр уполномочил генерала Милна, если он сочтёт нужным, разрешить нашим войскам, в случае турецкой атаки, преследовать их и более трёх километров, при условии, что после завершения операции, наши войска вернутся в пределы линии оккупации».

## Состав греческой артиллерии в Малоазийском походе

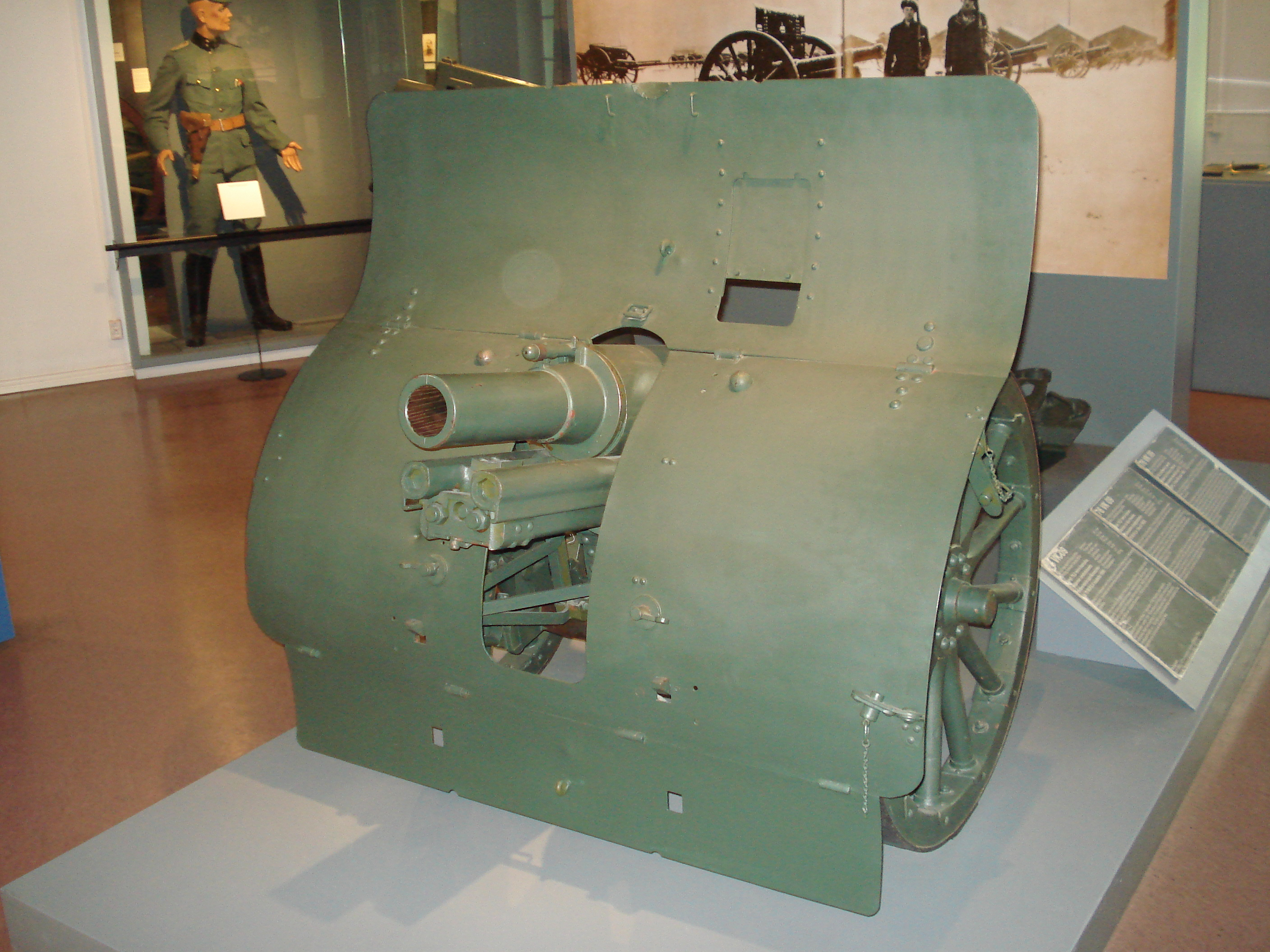
Горное орудие 76 мм Schneider-модификация полковника П.Данглиса 1906 года, радиус 8400 м

Греческая артиллерия приняла участие в Малоазийском походе в следующем составе:
(1) Артиллерия дивизий, с 2 дивизионами горных орудий 75 мм Шнайдера — Данглиса и Шнайдера 65 мм. (16 стволов на каждую дивизию).
(2) Артиллерия корпусов армии, с 1 полком полевой артиллерии в 3 дивизиона 75 мм орудий Шнайдера (Общее число стволов на каждый корпус 36).
(3) Артиллерия армии, в подчинении которой находились дивизионы тяжёлой артиллерии. Дивизионы располагали следующими орудиями:
(α) Средние орудия Шкода (трофейные турецкие) 105 мм (образца 1906 года, дальность стрельбы 6.350 м) общим числом в 16 орудий.
(β) Длинноствольные орудия 120 мм типа Де Банж, общее число 28.
(γ) Английские гаубицы 6¨ (дальность стрельбы 7.000 м), общее число 12.
(δ) Орудия Шкода 150 мм.
Полевая артиллерия корпусов Армии ни разу не действовала как артиллерия корпуса, но предоставлялась дивизиям в качестве артиллерии подкреплений.
В свою очередь, артиллерия Армии распределялась между корпусами, которые распределяли её дивизиям в качестве артиллерии подкреплений, в зависимости от тактической обстановки и террена.

## Операции 1920 года

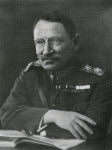
Генерал артиллерии А. Мазаракис, в 1920 году командовал Дивизией Смирны в ходе наступления на северо-запад Малой Азии и занятия Восточной Фракии

29 января, в силу эскалации военных действий и удлинения линии фронта, было принято решение усилить Армию Малой Азии.
Силы кемалистов в Азии непрерывно росли и переход на их сторону султанской армии Фракии вынудил Антанту дать Греции мандат на занятие Восточной Фракии, с тем чтобы греческая армия вышла к Дарданеллам и обеспечила безопасность Проливов.
Для этой операции, план предусматривал занятие порта Панормос на малоазийском побережье Мраморного моря и вифинийской Прусы. До начала операции греческий штаб счёл необходимым занятие Филадельфии.

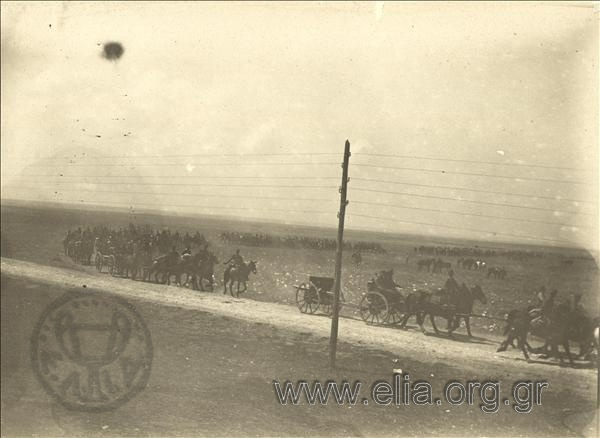
Марш греческой артиллерии в Малой Азии 1919—1920

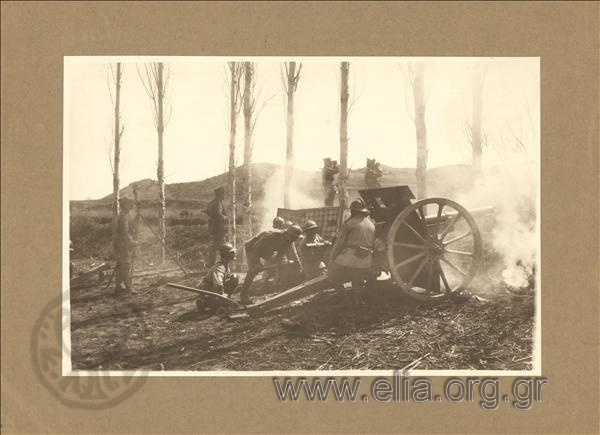
Греческая артиллерия ведёт огонь по турецким позициям, Малая Азия 1919—1922

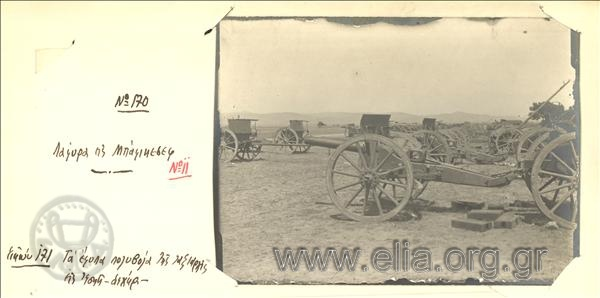
Трофейные турецкие орудия захваченные греческой армией в Балыкесире

Наступление началось 9 июня и предусматривало разгром кемалистов в регионах Салихлы — Филадельфия (долина реки Эрмос) и Аксариос — Сарханли (долина реки Иллос).
25 июня Кавалерийская бригада, продвигаясь к Прусе, натолкнулась на укреплённые турецкие позиции в 10 км западнее города.
Бригада начала бой, в который была вовлечена и Дивизия Архипелага с её артиллерией, которая сломив сопротивление турок, преследовала их к востоку.
Преследуя врага 3й Кавалерийский полк вступил в Прусу.
В том что касается непосредственно Фракии, операции начались 7 июля 1920 года, продолжились 7 дней и завершились 13 июля.
Турецкой армией Фракии командовал командир I корпуса полковник Джафер Таяр.
В ходе операции была произведена высадка в Редестос (Текирдаг) на фракийском побережье Мраморного моря «Дивизии Смирны», которая была поддержана наступлением IX дивизии и «Дивизии Ксанти», выступивших из Западной Фракии и форсировавших реку Эврос.
Греческие дивизии без особого труда разгромили турецкую армию Фракии, пленили её командующего и остановились в 50 км от Константинополя, согласно договорённостей с союзниками.

## Политические потрясения конца 1920 года
Севрский мирный договор 10 августа 1920 года закрепил регион Смирны за Грецией:340.
Номинально регион оставался турецким, с перспективой решения его судьбы через 5 лет, на референдуме населения.
Договор был подписан султаном, но не признан кемалистами.
После дипломатических и военных побед Э. Венизелос согласился провести выборы, уверенный в своей победе:A-187.
Монархистская «Народная партия» провела предвыборную кампанию под лозунгом «мы вернём наших парней домой». Получив поддержку, значительного тогда, мусульманского населения, на выборах 30 ноября победили монархисты:A-188.
Победа монархистов нанесла удар внешнеполитическим позициям Греции. Союзники заявили, что в случае возвращения в Грецию германофила короля Константина они прекратят финансовую помощь:345 и заморозят кредиты.
Возвращение Константина 6/19 декабря:29) освободило союзников от обязательств по отношению к Греции. У. Черчилль, в работе «Aftermath» (стр. 387—388) писал: «Возвращение Константина расторгло все союзные связи с Грецией и аннулировало все обязательства, кроме юридических. С Венизелосом мы приняли много обязательств. Но с Константином, никаких. Действительно, когда прошло первое удивление, чувство облегчения стало явным в руководящих кругах. Не было более надобности следовать антитурецкой политике»:30.
В отличие от франкоитальянских союзников, которые обеспечив свои интересы, заключили сепаратный мир, правительство монархистов не могло выйти из войны не решив вопрос с греческим населением Малой Азии.
Кемалисты продолжали младотурецкую политику геноцида коренного христианского населения Малой Азии и резня в Айдыне и в Вифинии лишили греческое руководство сомнений в том, что случится с населением Ионии, когда греческая армия уйдёт из региона:169.
Н. Псирукис писал, что народ дал свой голос монархистам за их пацифистскую демагогию, однако они предпочли продолжить войну в абсолютно неблагоприятных условиях — Константин заявил о силовом решении вопроса:34.

### Гедиз
Бой при Гедизе, у истоков одноимённой реки, на полпути от Ушака к городу Кютахья, начался сразу после принятия Венизелосом решения о проведении выборов. В какой мере это была попытка кемалистов повлиять на выборы, усиливая пацифистские настроения уставшего от непрерывных войн греческого народа, можно только предполагать.
Турецкая историография делает акцент на том, что бой при Гедизе был проверкой возможности ведения открытого большого (не партизанского) боя против греческой армии силами двух иррегулярных (Kuva-yi Milliye) дивизий (в греческой историографии именуются первыми регулярными дивизиями кемалистов)
Турецкие дивизии располагали 16 австрийскими орудиями «Шкода», превышающие своими техническими характеристиками, в особенности в дальности стрельбы, орудия греческих батарей. Это означало, что греческие батареи не могли подавлять огонь турецких батарей.
Д. Фотиадис подчёркивает эту техническую деталь, характерную в целом для сравнения артиллерии двух сторон, и опровергающую утверждение о слабом вооружении кемалистов в начале войны, до того как они стали получать советское и французское оружие:77.
Основная атака планировалась турками в районе высоты Доседжик, где батальон капитана Дзанетоса оборонял сектор длиной в 4 км.
Турки начали артподготовку перед атакой. Греческая артиллерия не могла подавить турецкие батареи.
Дзанетос решил не дожидаться атаки турок и бросил свой батальон в штыковую.
Турки были застигнуты врасплох и обратились в бегство. В одной из лощин, перед запланированной ими атакой, собрались до тысячи турок, на которых греческие солдаты, будучи в меньшинстве, обрушились с боевым кличем «аэра». Были убиты 150 турецких солдат и 15 офицеров, 28 были взяты в плен (Цифры из Греческой военной энциклопедии 1939 года).
Одновременно другой греческий батальон отбил три турецкие атаки на высоту Юнуслер и перешёл в контратаку.
При этом потери XIII греческой дивизии были небольшими: убитыми 1 офицер и 25 солдат, раненными 5 офицеров и 67 солдат.
Турки осознали что они не готовы к открытому бою, приняли решение прекратить бой и отошли к Кютахье.
Однако и греческое командование не видело необходимости держаться за Гедиз и рисковать 4 с половиной батальонами (по 500 человек) дивизии, чьи боеприпасы иссякли.
Исходя из соображений логистики, 12/25 октября XIII дивизии было приказано отойти к железной дороге и занять позиции в секторе высоты Хан
После непродолжительного затишья турки возобновили атаки на позиции XIII дивизии 14/27 октября.
Части XIII дивизии отбивали турецкие атаки, совершая одновременно контратаки.
В одной из них, 3-й батальон 3-го полка прорвал турецкие позиции и обратил турок в бегство.
Чтобы облегчить положение XIII дивизии, греческое командование направило ей в помощь несколько частей II дивизии.
Это находит отражение в турецкой историографии, где греческие силы в бою при Гедизе оцениваются в 12,000-15,000 человек.
Гедиз был занят греческими частями 21 октября/3 ноября.
До его оставления греками, турки не предпринимали попыток выбить их из Гедиза.
Из тех же соображений логистики, командование дало приказ XIII дивизии отойти от Гедиза к железной дороге и занять позиции на линии Айне Хан — Ушак.
(В турецкой историографии греки отошли на зимние квартиры)
В отсутствие греческой армии в Гедиз вступил отряд Этхем-черкеса, что было преподнесено пропагандой кемалистов как первое освобождение территорий после высадки греческой армии в мае 1919 года.
Однако через несколько дней Этхем со своими «черкесами» перешёл на сторону греческой армии, и открыто выступило против кемалистов, что в турецкой историографии получило имя «Восстание Этема» (Çerkez Ethem Ayaklanması).

## Разведывательный рейд января 1921 года

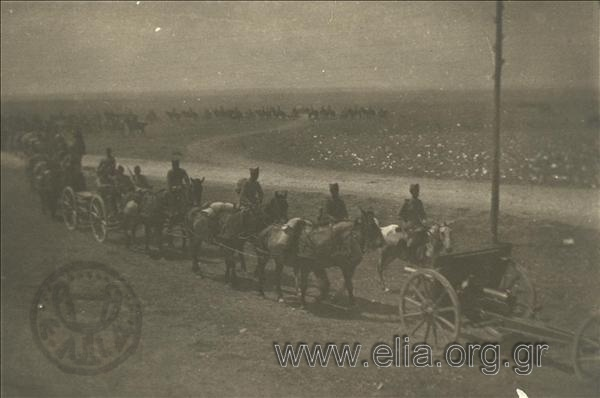
Марш греческой артиллерии в Малой Азии 1919—1920

До 1921 года экспедиционная армия была связана обязательствами перед союзниками и военные операции, будучи под их контролем и с уведомлением правительства султана, имели ограниченные масштабы.
В тот же период кемалисты наращивали силы не признавая Севрский мир.
В атмосфере напряжённых отношений с союзниками, правительство монархистов поставило себе целью силой вынудить кемалистов к миру.
Новое командование экспедиционной армии приняло решение совершить разведывательный рейд за пределы зоны установленной Севрским договором.
Рейд преследовал несколько целей:
- Разогнать силы кемалистов собравшиеся у греческой зоны в регионе Биледжик — Боз Эюп.
- Разведать возможности только что созданных регулярных турецких дивизий.
- Изучить боем топографию региона для подготовки будущего «Весеннего наступления».

Для этого рейда новый командующий экспедиционной армии, генерал А. Папулас, счёл достаточным задействовать полторы дивизии — «Дивизию Архипелага» и часть «Дивизии Смирны» («Отряд дивизии Смирны»).
Крайней точкой продвижения стали турецкие позиции на высотах Ковалджа, которые были заняты 6-м полком «Дивизии Архипелага»
Греческое командование сочло задачу выполненной — разведка была совершена, турецкие части были разогнаны, железная дорога была разрушена — и приняла решение вернуться на исходные позиции.
В силу этого, сложилась необычная ситуация, когда турки отошли на восток, а греки на запад, считая операцию законченной.
Потери сторон были незначительными.
Но кемалисты немедленно использовали отход греческих частей в целях пропаганды — это был первый раз в течение 2 лет после высадки экспедиционной армии в Малой Азии, когда регулярные дивизии кемалистов встали перед греческими дивизиями. У кемалистов был огромный политический интерес преподнести бой при Инёню как победу в названном ими (Первом) Сражении при Инёню.
Однако современный английский историк Дуглас Дакин посвящает этому раздутому пропагандой событию всего два лаконичных предложения:

«В январе 1921 года Третий корпус (греческой армии) произвёл разведывательные операции к Эскишехиру, в которых подавил сопротивление турецких сил, но отошёл к Прусе согласно полученным приказам. Было ещё рано (для греков) наступать». — 

## Весеннее наступление 1921 года

Карта наступательных операций греческой армии до июля 1921 года. На севере отмечено место победы турок при Инёню 26-31 марта, на юге место греческого реванша 28 марта, поставившего победную точку в греческом «Весеннем наступлении»

Получив необходимую информацию, после январского рейда, греческое командование решило начать в марте масштабное наступление в том же направлении — к Эскишехиру и Афьонкарахисару с целью разгромить кемалистов и принудить к миру.

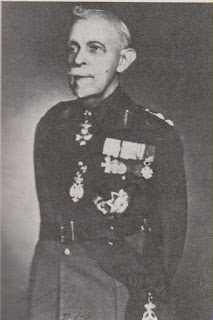
Генерал артиллерии Аристотель Влахопулос, командир III корпуса греческой армии

Согласно греческой «Военной энциклопедии», на начало операции III корпус насчитывал 16 тыс. пехотинцев и 1300 кавалеристов, располагал 224 пулемётами, 36 горными, 28 полевыми и 12 тяжёлыми орудиями.
К 15 марта, в то время как у греческой артиллерии наблюдался дефицит снарядов, турецкая артиллерия непрерывно обстреливала клин, образовавшийся в результате греческой атаки, между Ковалджей и Авгином.
18 марта турки предприняли неожиданную атаку против левого фланга X дивизии с целью отбить занятую ею высоту к востоку от Савджи Бея.
28-й греческий полк был застигнут врасплох и был почти окружён. После гибели командира полка, Афанасия Христу, полк был дезорганизован и оставил высоту. Это был критический момент сражения, во многом предопределивший дальнейшие действия X дивизии и далее всего III корпуса. Отход 28-го полка с удерживаемой им высоты создал брешь между позициями III и X дивизий. В 14:30 правый фланг III дивизии штыками отразил атаку турок. В сложившейся обстановке, штаб дивизии приказал своему 6-му полку занявшему крайние дома Авгина отойти за село, чтобы выровнять линию фронта. В 18:00 бой стих.
В силу отсутствия боеприпасов, артиллерии дивизии было приказано отойти на высоты к северо-востоку от Сейгона.
Все турецкие силы противостоящие до того X дивизии, убедившись в её отходе, развернулись против III дивизии и 19 марта в 10:00 обрушились на её правый фланг и центр, где солдаты дивизии отражали натиск турок врукопашную. Греческая артиллерия почти не имела снарядов и ограничилась огнём одной батареи горной артиллерии, которая к счастью (для греков) была частично снабжена снарядами именно в этот день. Турки атаковали волнами, солдаты дивизии мужественно отражали атаки.
Обстановка для III греческой дивизии стала критической и на всякий случай был предусмотрен отход на высоты к югу от Сейгуна.
Приказ штаба корпуса о отходе был получен в полдень, но дожидаться ночи III дивизия не могла. Её правый фланг уже не сдерживал волны турецких атак и отход начался немедленно.
Дивизия отошла на высоты Сейгуна, после чего в 23:20 колонной направилась в Еникёй, где и расположилась.
С 19 марта все три дивизии III корпуса продолжили отход к своим базам.
Греческая «Военная энциклопедия» 1929 года отмечает, что шестидневный бой за Авгин завершился неудачей прежде всего по причине стратегического плана, в котором непосредственно для занятия Эскишехира был задействован лишь один корпус армии.
Это позволило туркам с самого начала создать в регионе огромный численный перевес в свою пользу, и непрерывно перебрасывать сюда новые силы с других фронтов.
«Военная энциклопедия» завершает статью о бое за Авгин словами, что в условиях отсутствия резервов и снабжения, когда дефицит в снарядах был ощутим уже с третьего дня боя, корпус не достиг поставленных ему задач, однако солдаты корпуса достойны восхищения.
Кемалистам удалось остановить продвижение III корпуса на высотах Авгина при Инёню.
Историки как греческого, так и турецкого генеральных штабов приводят примерно одинаковые цифры потерь: турецкие потери 681 убитых, 1369 пропавших без вести и пленных, греческие 707 убитых, 503 пропавших без вести.
Но не цифры равных потерь определяли успех кемалистов при Инёню.
Турки законно сочли его своей победой, поскольку это был первый раз с высадки греческой армии в 1919 году, когда им удалось остановить её непрерывное продвижение.
В коммюнике командующего экспедиционной армии, генерала А. Папуласа, от 23 марта /5 апреля, отступление в северном секторе было представлено как манёвр перед превосходящими силами противника.
В заключение генерал Папулас писал: «в южном секторе без перемен».
Д. Фотиадис пишет, что «именно это без перемен и спасло нас»:46.

### Тумлу — Бунар
У Кемаля было достаточно сил, чтобы рискнуть оставить укреплённые позиции и развить свой тактический успех при Инёню, следуя по пятам III греческого корпуса.
Однако он решил добиться стратегического успеха и, ещё до завершения боя при Инёню, принял решение развернуть свои основные силы к Кютахье и разбить I корпус греческой армии.
Боевой состав I корпуса у Афьонкарахисара был вдвое меньшим по сравнению с III корпусом и если бы Кемалю удалось занять Ушак, то путь к отступлению I корпуса был бы отрезан.
В этом случае III корпус не смог бы оказать I корпусу никакой помощи и, главное, дорога на Смирну была бы для дивизий Кемаля открытой.
В отличие от III корпуса армии, I корпусу А. Кондулиса удалось выполнить поставленные задачи.
4 марта ΙΙ дивизия с приданной ей с 3 марта артиллерией I корпуса (Ι и ΙΙΙ дивизионы) начала наступление на укреплённые позиции Пашаджик — Тумлу Бунар. 1й пехотный полк занял высоты к западу от Кючюк Джоржа, но встретил сопротивление на восточных высотах, где понадобилась артподготовка огнём 2 полевых и 2 горных батарей.
В 10:00 на левом фланге полка, один из его батальонов, занявший высоту Ресил и усиленный полубатареей артиллерии, подвергся атаке турецкой колонны силой в 2.000 пехотинцев и 700 кавалеристов с 3 орудиями.
Следствием результативного огня греческих пехотинцев и артиллеристов стал разгром турецкой колонны, бросившей на поле боя 2 орудия и бежавшей к северу.
Последовавшее всеобщее отступление турок к Афьонкарахисару сопровождалось их обстрелом артиллерией греческих дивизий.
В 14:00 Афьонкарахисар был занят 5/42 полком эвзонов.
Но после неудачного исхода наступления на севере и отхода III Корпуса на исходные позиции, генерал Кондулис осознал опасность и настойчиво просил у командования разрешения оставить Афьонкарахисар и занять ключевую позицию у Тумлу-Бунара.
Штаб армии, представивший занятие Афьона большим успехом, возражал.
С большим трудом разрешение было получено и греческие части оставили Афьон вечером 25 марта 1921 года и заняли позиции у Тумлу Бунар.
Многократные турецкие силы (Дакин пишет о 8 турецких дивизиях:348) обрушились на II дивизию полковника П. Каллидопулоса.
Основной удар 3-х турецких дивизий принял 34-й пехотный полк, под командованием полковника Диалетиса. Поскольку состав полка был неполным, он получил в историографии имя «Отряд Диалетиса» (Дакин именует его батальоном:348).
В состав Отряда Диалетиса входил также ΙΙα дивизион горной артиллерии (командир майор Михаил Линардакис). Первоначальные несколько полевых орудий были к полуночи 26 марта по инициативе командира Α’ полка полевой артиллерии, полковника И.Папаиоанну, увеличены до состава дивизиона (ΙΙΙ/Α’ дивизион полевой артиллерии, командир майор И. Спирако́пулос).
Отряд Диалетиса в течение 2-х дней героически сдерживал наступление 3-х турецких дивизий.
Командир 7/Α’ батареи полевой артиллерии Никон Димитро́пулос выдвинул свою батарею и под огнём турецкой тяжёлой артиллерии и без никакого прикрытия, прямой наводкой вёл огонь по наступающим, после чего (28 марта) поддержал греческую контратаку.
В течение этих 2 дней (26-27 марта) в 5 км за Отрядом Диалетиса расположился 5/42 полк эвзонов Н. Пластираса, обеспечивая пути отхода Отряда и прикрытие ΙΙ пехотного полка.
В составе 5/42 полка эвзонов находился ΧΙΙΙβ дивизион горных орудий (командир майор Г. Прото́пулос).
28 марта/10 апреля был получен приказ всей дивизии, включая Отряд Диалетиса, идти в штыковую контратаку.
Отряд Диалетиса и 1й пехотный полк (5 батальонов), возглавляемый полковником П. Каллидопулосом, пошли в атаку, поддерживаемые огнём 3 горных и 3 полевых батарей, под общим руководством командира артиллерии дивизии, подполковника К. Мамуриса.
В тот же день Рефет -паша приказал своим дивизиям вновь атаковать при поддержке артиллерии.
У Диалетиса уже не было сил. Он собрал всех стоящих на ногах, а также конюхов, поваров и санитаров, и, развернув полковое знамя, вместе полковым священником архимандритом Валанидиотисом, повёл их в атаку. В револьвере у Диалетиса не осталось ни одного патрона, и он шёл в рукопашную держа в руках дубинку.

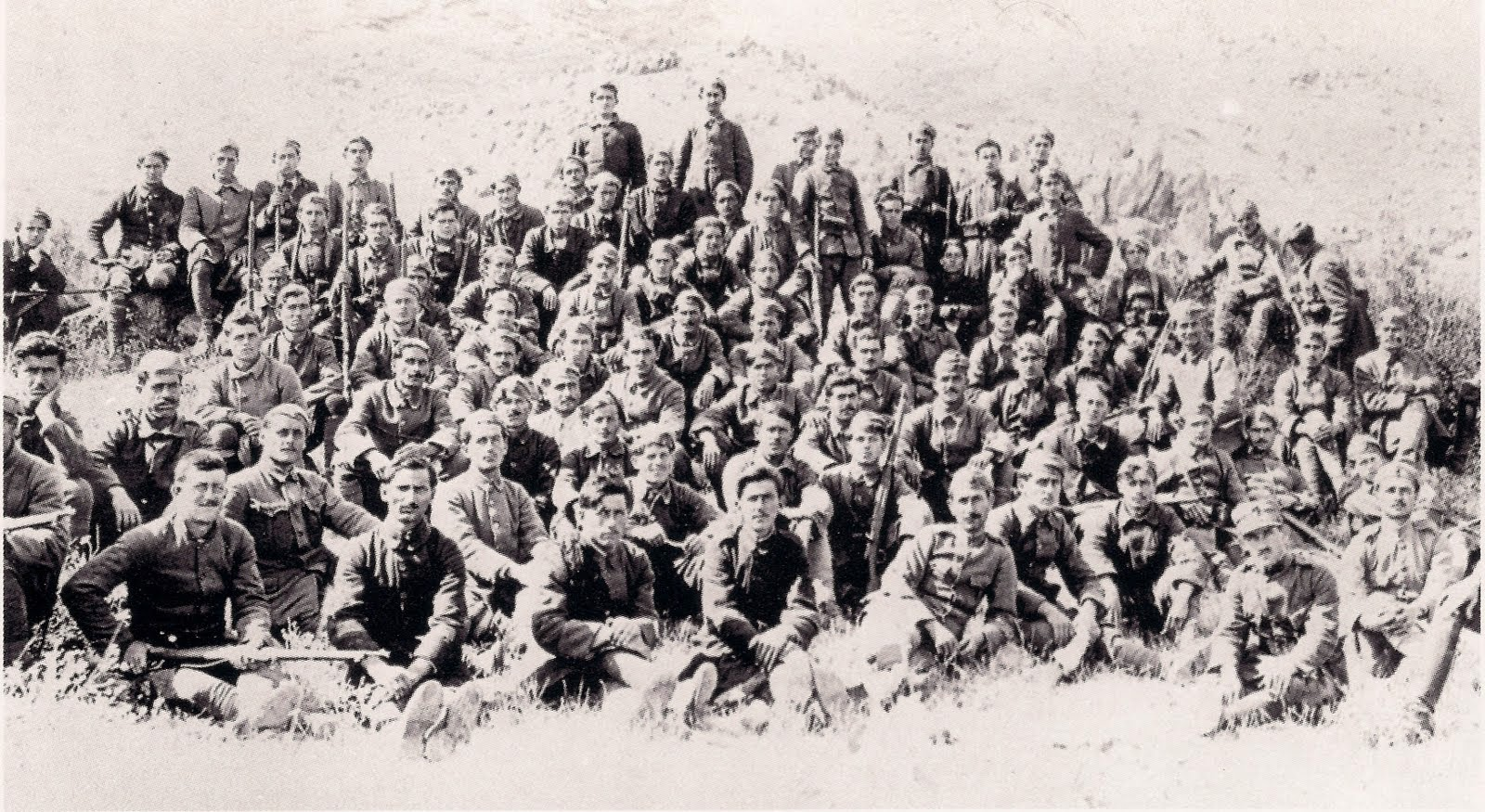
Солдаты 5/42 полка эвзонов, решившего победный исход боя при Тумлу Бунар

Сражение достигло своей кульминации.
Тем временем полковник Н. Пластирас предложил командованию и получил добро совершить наступательный обходной манёвр против правого фланга наступавших турецких сил.
Для этого он задействовал ΙΙ/42 батальон эвзонов своего полка и принял под своё командование ΙΙ/2 батальон 2го пехотного полка.
С началом операции Пластирас убедился, что турки были готовы совершить аналогичный манёвр, не принимая однако мер предосторожности, и решил использовать элемент внезапности.
ΙΙΙ/42 батальон эвзонов получил приказ атаковать полк турецкой V дивизии Кавказа, который без мер предосторожности выдвигался к передовой, в то время как 10/42 рота эвзонов должна была атаковать группу 250 турецких кавалеристов беспечно отдыхавших в лощине.
Одновременно 9/42 рота эвзонов со взводом пулемётов заняла позицию перекрывавшую туркам путь к отходу.
Артиллерия эвзонов (6 орудий) по приказу начала обстрел в порядке очерёдности «безмятежного» турецкого полка и «отдыхающих» кавалеристов и переключилась на турецкие батареи тяжёлой и полевой артиллерии досаждавшие ΙΙα дивизиону.
В критический момент сражения, после манёвра через лес у села Ашик-кёй и нескольких залпов их орудий, эвзоны, Н. Пластираса, вышли в тыл турок и ринулись в атаку с боевым кличем «аэра».
Турки в панике обратились в бегство, оставив на поле боя 800 убитых и 200 пленных:47.
Последовало «беспощадное преследование» «беспечных» турецких частей.
Жёлтая ракета, выпущенная турецким офицером, стала причиной отступления наступавших или двигавшихся к полю боя турецких частей.
VIII турецкая дивизия, следовавшая к линии фронта и находившая в нескольких км от него, развернулась и отошла назад.
Турки вскоре осознали, что им противостояли не более трёх греческих батальонов с несколькими орудиями и попытались получить реванш. Эвзоны оборонялись весь день при поддержке своих 6 орудий. С наступлением ночи поле боя и окончательная победа остались за ними.
Д. Фотиадис пишет что в результате «Весеннего наступления», подготовленного на скорую руку и недооценивая противника, греческая армия не только не достигла разгрома армии кемалистов, но даже не сумела прервать их железнодорожные коммуникации и отрезать кемалистов от портов юга Малой Азии, откуда они снабжались французами и итальянцами.
С другой стороны, «блестящая победа» при Тумлу Бунар, как писал генерал Булалас, «частично стёрла неудачу III корпуса»:47.
Греческая экспедиционная армия удержала на юге свои позиции, с которых, через месяц после Инёню, развернула «Большое летнее наступление» силами уже трёх корпусов, включая и III корпус.

## Большое летнее наступление 1921 года
Не достигнув поставленных задач в Весеннем наступлении, монархистское правительство убедилось что армия кемалистов окрепла и стала боеспособной.
Но несмотря на прекращение материальной и финансовой помощи союзников, оно не отказалось от идеи принудить кемалистов к миру силой.
Преследуя эту цель, правительство провело мобилизацию дополнительных сил и организовало наступление уже всеми тремя армейскими корпусами, которыми располагала Малоазийская армия.
Согласно Д. Фотиадису, в наступлении греческой армии непосредственным образом (боевой состав) были задействованы 107 тыс. солдат и 1,5 тыс. кавалеристов и 86 артиллерийских батарей (344 орудий).
Им противостояли 80 тыс. турецких солдат и 7 тыс. кавалеристов, плюс 9 тыс. иррегулярных войск:57 (по другим источникам 16 пехотных и 4 кавалерийских дивизий плюс 1 отдельная кавалерийская бригада, в общей сложности 66 тыс. человек).
Турецкие источники дают примерно те же цифры в том что касается греческой армии, несколько занижая силы кемалистов (106 тыс. греческих солдат при 318 орудиях, против 55 тыс. турецких солдат при 160 орудиях).
При этом Д. Фотиадис вновь напоминает о превосходстве (дальнобойность) австрийских орудий Шкода, которыми была вооружена турецкая армия, как и превосходстве пулемётов Максим на вооружении кемалистов, против основного пулемёта греческой армии в тот период, пулемёта Шварцлозе:57.
В ходе этих операций I корпус из Ушака должен был продвинуться к Афьонкарахисару, в то время как III корпус из Прусы должен был продвинуться к Дорилео (Эскишехиру).
В этих операциях греческая артиллерия приняла участие в предыдущем составе.
(α) Южная группа экспедиционной армии сформированная в регионе Ушака включала в себя: I (Ι и ΙΙ дивизии) и II (V и ΧΙΙ дивизии) корпуса армии а также отдельную группу IV и XII дивизий. Артиллерия дивизий и корпусов была распределена согласно предыдущего состава. Отдельному отряду ΙΧ дивизии был придан 1 дивизион горной артиллерии.

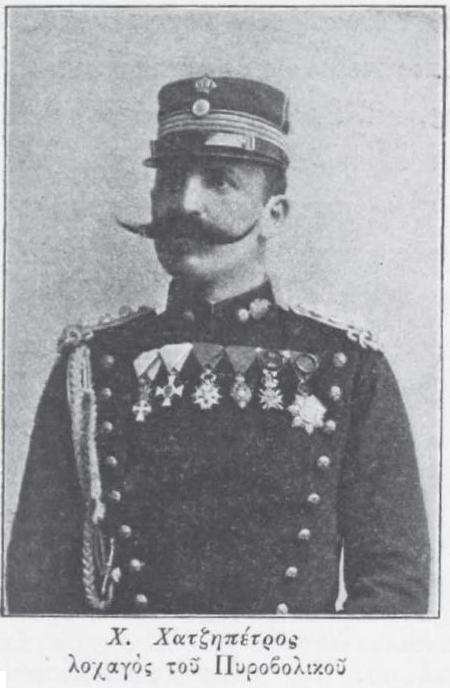
Генерал- майор артиллерии Христос Хадзипетрос в 1896—1900 годах и в звании капитана. В Малоазийском походе Х. Хадзипетрос командовал полком тяжёлой артиллерии (1921 год) и артиллерией II Корпуса армии (1922 год)

Кроме того в распоряжение Южной группы была кавалерийская бригада с 1 конной батареей и полк тяжёлой артиллерии.
Северная группа армии сформированная в районе Прусы (Бурса) включала в себя III корпус (VII и Χ дивизии) и группу ΙΙΙ и ΧΙ дивизий. Артиллерия корпуса и дивизий оставалась в прежнем составе.
План греческой армии предусматривал взятие Кютахьи в клещи с двух сторон, перекрытие пути отступления турок на восток, а также занятие Эскишехира, который являлся основным центром снабжения кемалистов.
Турецкий план предусматривал оборону к западу от Эскишехира, Кютахьи и Афьонкарахисара, с одновременными налётами на тылы греческой армии. В дальнейшем, обеспечив достаточные силы, турки предполагали развить контрнаступление с целью разбить греческую армию.
Греческое наступление началось 29 июня/ 12 июля. 3/16 июля III корпус соединился с I и II корпусами и двинулись к Кютахье. Турецкий командующий М. Исмет осознал опасность и дал приказ немедленного отступления.

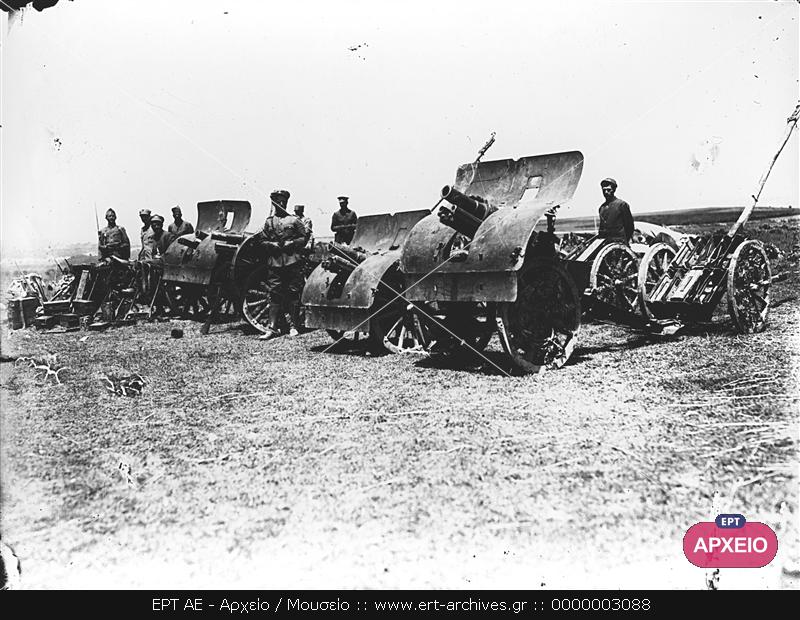
Трофейные турецкие орудия захваченные греческой армией в сражении за город Кютахья, лето 1921 года

Когда клещи греческих дивизий сомкнулись, турецкая армия успела выскользнуть из котла, оставив на поле боя лишь 12 орудий.
Окружение и разгром армии кемалистов не состоялись по причине неоправданной задержки II корпуса генерала А. Влахопулоса, который был смещён с должности:57.
4 июля греческие части вступили в Кютахью. В южном секторе греческие части заняли 29 июня Афьонкарахисар, с помощью артиллерии отбили наступление турецких колонн вышедших из Салакёя и 3 июля изгнали турок с позиций Чауш Чифлик, вынудив их отступить к Эскишехиру.
Участник тех боёв, полковник Н. Григориадис, в дальнейшем генерал — майор и историк, обвиняет штаб армии, что он не предпринял немедленно новой попытки окружения кемалистов всеми располагаемыми силами в Сейди Гази, куда они отступили, а направил туда незначительные силы XII дивизии и кавалерийскую бригаду.

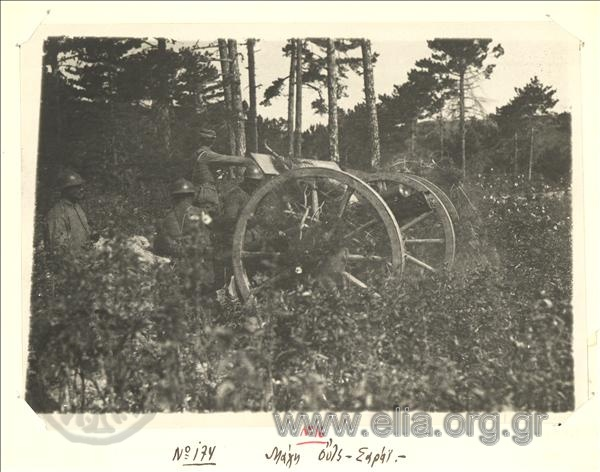
Греческая артиллерия ведёт огонь у Уч Серая, лето 1921 года

В результате, эти малые силы чуть было не были разбиты и отошли к западу от Уч Серая, где заняли оборонные позиции:60.
С 5 июля греческая армия наступала из Кютахьи в направлении Эскишехира, важнейшего железнодорожного узла Турции.
М. Исмет из своего штаба в Караджа Хисар, к югу от города, связался с М. Кемалем и информировал его о том, что положение становится критическим. Кемаль прибыл на следующий день. Оценив ситуацию, он пришёл к выводу, что, оставаясь в Эскишехире, турецкая армия будет окружена и разбита и принял стратегическое решение: отступить на восток на 300 км и готовить оборонительную линию, прикрывающую Анкару.

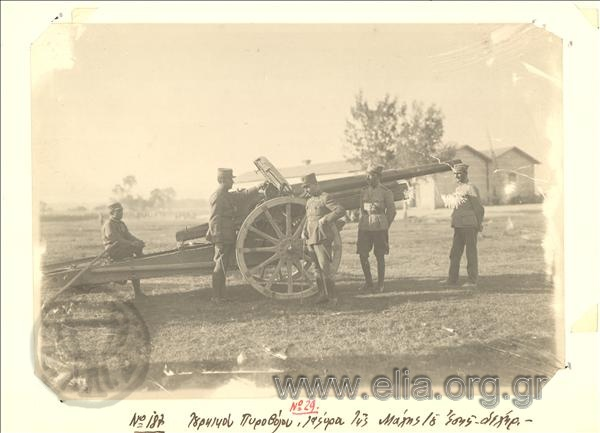
Тяжёлое турецкое орудие захваченное греческой армией в сражении при Эскишехире, лето 1921 года

6 июля греческие части заняли Эскишехир.
В то время как греческая экспедиционная армия праздновала победу, и её части и командование были разрознены и расположились в Ушаке, Кютахье и Эскишехире, М. Исмет решил перед отходом на восток огрызнуться и внезапной атакой попытать счастья:61.

### Сейди Гази
В сражении 8 июля которое в греческой историографии именуется Сражение Дорилеона (¨Μάχη του Δορύλαιου¨) по греческому имени Эскишехира или Сражение при Сейди Гази, участие артиллерии было соизмеримым с её участием в собственно Летнем наступлении.
8 июля 1921 года турки решили дать бой, надеясь ошеломить греков масштабным контрнаступлением из Ак Бунара и Сейди Гази, считая также что греческие потери были огромными и дух греческих солдат был поколеблен турецким сопротивлением.
М. Исмет предпринял неожиданное наступление против 3-й группы греческих дивизий, пытаясь окружить её. Но I дивизия генерала А. Франгу, противостоя втрое более многочисленным силам турок, остановила их, а затем, получив подкрепления, обратила их в бегство:61.
Согласно первоначальным планам штаба экспедиционной армии, II корпус должен был продвигаться к дороге, ведущей на Анкару, с тем чтобы отрезать туркам путь к отступлению, в то время как его XIII дивизия должна была продолжить наступление восточнее.
ΧΙΙΙ дивизия выступила в 04:00 8 июля и «Отряд Пластираса» разбил турецкую кавалерийскую часть к юго-востоку от Эскишехира и продвигался к Душ Тепе. Турецкий генштаб (Февзи паша) чрезмерно озабоченный угрозой окружения Отрядом Пластираса, приказал в полдень «полку Махмудие» остановить его. Однако Отряд Пластираса прибывший в 14:00 в Душ Тепе, отразил атаку турецкого полка, а также атаку с севера кавалерии турецкой V группы дивизий, которая понесла огромные потери от пулемётов и артиллерии «Отряда». В 19:00 турки предприняли ещё одну атаку против левого фланга «Отряда», которая была отражена огнём одной батареи полевых орудий, начавшей огонь с дистанции 700 метров и продолжившей его постепенно до дистанции 2,5 км.
В 11:30 турки, поддерживаемые огнём своей артиллерии, начали атаку против 1го полка ΙΙ дивизии. Приданный дивизии полк артиллерии в этот момент направлялся к Ак Бурнар, но быстро вернулся и открыл огонь в поддержку своей пехоты.
Ι дивизия продвигалась к Суп Эйрен, выступив в 06:00 из Эскишехира при поддержке двух дивизионов горной артиллерии, по одной на каждый из её 4-го и 5-го полков и одной батареи трофейных орудий Шкода, а также одного дивизиона полевой артиллерии в качестве артиллерии арьергарда. На подступах к Суп Эйрен дивизия подверглась артобстрелу, после чего в 12:00 её 4й полк был передан 1му полку ΙΙ дивизии, в то время как 5й полк продолжал продвигаться к Суп Эйрену.
С 12:30 1й полк ΙΙ дивизии, при поддержке дивизиона горных орудий, отражал атаки турок, пытавшихся окружить его с юга, в то время как 4й полк к юго-востоку от Суп Эйрена занял позиции на высотах. 1/38 пехотный полк развернулся к юго-западу от Ак Бунара и вступил в бой. Одновременно в бой вступил 34й пехотный полк, также к западу от Ак Бунара, в то время как артиллерия 7го полка расположенная к северо-западу от этого села, вела огонь против 3й группы турецких дивизий направлявшихся к этому полю боя.
В обстреле турецких частей была задействована вся артиллерия Ι и ΙΙ дивизий, а также батарея кавалерийской бригады. Атаки турок, поддерживаемых турецкой артиллерией были стремительными, но греческие полки отвечали яростными контратаками.
В конечном итоге турки отступили, преследуемые частями Ι и ΙΙ дивизий до заката солнца.
В соседнем секторе фронта «Отряд Хионакоса» выступил из села Султан Дере направляясь к Юрук Караджа Веран, однако был остановлен огнём тяжёлой артиллерии. 28й пехотный полк с дивизионом горной артиллерии прикрыл Отряд Хионакоса с правого фланга. Остальные части Χ дивизии оставались в Султан Дере, будучи не в силах продвинуться на открытой местности и под огнём горной и тяжёлой артиллерии. Греческая дивизия отвечала огнём своей артиллерии, но продолжала оставаться на своих позициях. В 09:00 левый фланг 30го полка был усилен двумя ротами резервного 27го полка и одной батареей полевой артиллерии. Турки блокировали действия дивизии частями своей 3й группы дивизий и бой Χ дивизии продолжился до 12:30, когда турецкие колонны стали передвигаться для атаки на Боз Даг и Гёк Дере. Это обеспокоило командование дивизии, которое прикрыло левый фланг севернее Султан Дере одним батальоном 27го полка, инженерной ротой и по одной батарее горной и полевой артиллерии.
С 14:00 1я турецкая группа дивизий продолжала артобстрел и атаки на холмы у Эскишехира. Расположившийся там 23й пехотный полк, всего с 2 орудиями, удерживал позиции, подвергаясь однако большому давлению, в особенности с правого фланга. После чего полк был усилен одним батальоном 22 полка и 1 батареей полевой артиллерии, в то время как остальные силы 22 го полка развернулись слева от 23го полка.

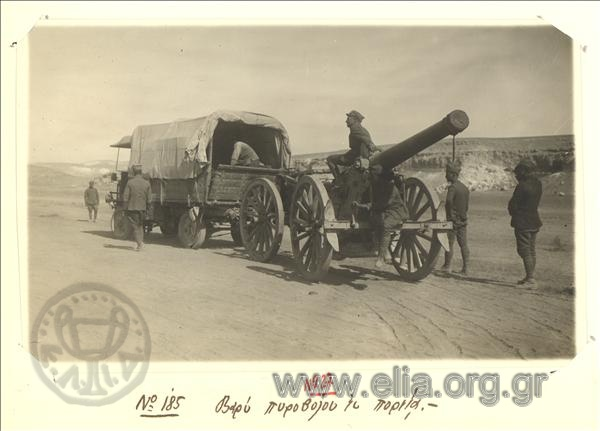
Тяжёлое орудие греческой артиллерии буксируемое грузовым автомобилем, Малая Азия 1919—1922

С 15:00 Отряд Стрифто́са усилил левый фланг VII дивизии. С этого часа 37й полк, батальон 23 полка и 22й полк заняли линию севернее Эскишехира, поддерживаемые двумя дивизионами горной и одним дивизионом полевой артиллерии VII дивизии, а также всей артиллерией Отряда ΙΧ дивизии (дивизион горной артиллерии, одна батарея полевой и одна батарея тяжёлой артиллерии 120 мм).
До 16:00 турецкие атаки были отражены на всём фронте VII дивизии, которая после этого начала контратаки, изгоняя турок к северу и в 17:30 заняла село Модалиб. В 21:30 части VII дивизии с боем заняли вершину Боз Дага, захватив там 2 орудия Шкода. Турецкие части наступавшие из Гёк Дере не могли продолжить наступление, так как подверглись с фланга огню артиллерии Χ дивизии.
Генеральное турецкое контрнаступление начатое 8 июля с участием всех располагаемых резервов не только провалилось, но завершилось блестящей победой греческой армии. Огромные потери ΙΙΙ и ΙV групп турецких дивизий (12.000 человек и 50 орудий) и их сломленный боевой дух вынудили турецкое командование спешно осуществить всеобщий отход на глубину 300 км, и за реку Сакарья, с целью установить линии обороны перед Анкарой.
Турецкое контрнаступление не было предвидено и застало врасплох греческое командование. Штаб армии не вмешался в сражение и турки отступили без организации и координации их преследования.
Руководство сражением было осуществлено исключительно комдивами на местах, которые и проявили соответствующую инициативу.
Греческая артиллерия приняла участие и повлияла решительным образом во всех малых и больших боях сражения, внеся существенный вклад в победу греческого оружия. Храктерным является тот факт, что артиллерийские орудия были предоставлены в воинские части размеров меньших пехотного батальона.
В результате сражения 27 июня — 10 июля греческие войска нанесли поражение туркам под в районе Афьонкарахисар — Эскишехир. Но победа в самом большом сражении войны оказалась лишь тактической, задуманная стратегическая победа не состоялась.
Греческая армия сломила сопротивление турок, заняла Афьонкарахисар, Эскишехир и соединяющую их железнодорожную линию. Но турки успели выйти из котла и произвели стратегический отход на восток за реку Сакарья.

## Рейд на Анкару
13/26 июля 1921 года в Кютахье состоялось совещание штаба экспедиционной армии, под председательством командующего, генерала А. Папуласа, где была рассмотрена возможность дальнейшего наступления.
Штабист П. Сарриянис заявил, что армия должна продолжить наступление, чтобы помешать перегруппировке турок и организации ими обороны.
Однако начальник IV отдела (логистика), Спиридонос заявил, что армия располагает боеприпасами на 2 дня боёв и не может перейти через Сакарью, обрекая себя остаться без снабжения:64.
На следующий день прибыл премьер-министр Д. Гунарис и король.
15/28 июля, под председательством «больного и молчаливого» короля Константина, состоялся «Большой военный совет».
Сомнения Папуласа были сломлены упорством политиков.
Правительство не ставило целью занятие территорий к востоку от Сакарьи, тем более что эти пустыни были далеки от мест компактного проживания греческого населения.
В силу этого, операция получила имя Рейд на Анкару (греч. Επιδρομή προς Άγκυρα).
Целью Рейда было вынудить кемалистов к миру или, отбросив их на восток, разрушить их базы снабжения и обезопасить границы предусмотренные Севрским миром. Это дало бы возможность правительству выйти из тупика и выполнить предвыборные обещания:67.
Греческие историки С. Каргакос и Д. Фотидис:82 именуют рейд на Анкару «эпосом греческой армии».

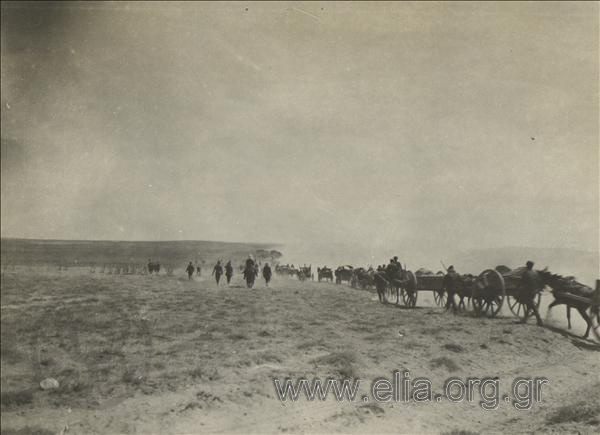
Греческая артиллерия на переходе через Солёную пустыню

28 июля/10 августа 9 пехотных дивизий и Кавалерийская бригада вышли на позиции для начала рейда.
Им предстояло пройти через безводную пустыню 280 км, прежде чем подойти к горам перед Анкарой, где Кемаль подготовил 3 линии обороны:70.
Переход через пустыню вызвал удивление турецкого командования, но не внёс элемент внезапности:73.

### Начало Сражения за Анкару
Согласно Д. Фотиадиса, 9 греческих дивизий выступивших к Анкаре насчитывали 123 тыс. штыков (в действительности 76 тыс. боевого состава), 1,3 тыс. сабель и 296 орудий.
Армия кемалистов насчитывала 16 пехотных дивизий и 3 отдельных полка, 4 кавалерийские дивизии и 1 отдельную бригаду, в общей сложности 90 тыс. штыков и 167 орудий:76.
Турецкие источники также упоминают 120 тыс. греческих солдат и 286 орудий, против 96 тыс. турецких солдат и 169 орудий.
3 корпуса греческой армии выступили одновременно 1/14 августа. До их выступления, I дивизия и вся кавалерия Кемаля оставались на левом берегу Сакарьи.
Обнаружив «невероятный курс» греков в пустыне, Кемаль усилил свой левый фланг, перебросив туда силы с правого фланга и центра. Переход через «Солёную пустыню» был испытанием для греческих дивизий. Редкие колодцы на их пути были отравлены турками. Выйдя из пустыни, дивизии подошли к грядам безлесых гор, укреплённых на глубину до 30 км.
О внезапности, окружении или обходе позиций турок не могло быть и речи. Для занятия Анкары греческим дивизиям предстояло атаковать 3 линии обороны:80, с отлично подготовленными артиллерийскими позициями:82.
В надежде добить окопавшегося врага, чьё сопротивление препятствовало их возвращению домой, греческие солдаты превзошли самих себя.
Пройдя изнурительным маршем через пустыню, I дивизия 10/23 августа, без передышки и артподготовки, с ходу отбила у турок высоту Мангал-даг. Кемаль был впечатлён. Сменив командира части, защищавшей Мангал-даг, он заявил: «если мы потерпим поражение, здесь будет могила Турции»:82.
Он приказал расстреливать каждого кто отступит без приказа, добавив «нет линии отступления, каждый должен умереть в своём окопе»:83.
Последовали победные для греческого оружия, но кровопролитные, бои за высоты Тамбур — оглу и «Близнецы» (11-14 августа):83, и прорыв турецкой линии обороны III Корпусом 11/24 августа у Сапанджи.
В трёхдневном бою за Тамбур — оглу и несмотря на массированный огонь турецких орудий 105 и 150 мм, в отражении турецких атак значительным был вклад ΙΙβ дивизиона горной артиллерии (командир майор С. Коттас).
С полудня 13 августа и до победного завершения на следующий день, атака на Тамбур — оглу поддерживалась большей частью артиллерии ΙΙ дивизии и двумя дивизионами ΧΙΙ дивизии.

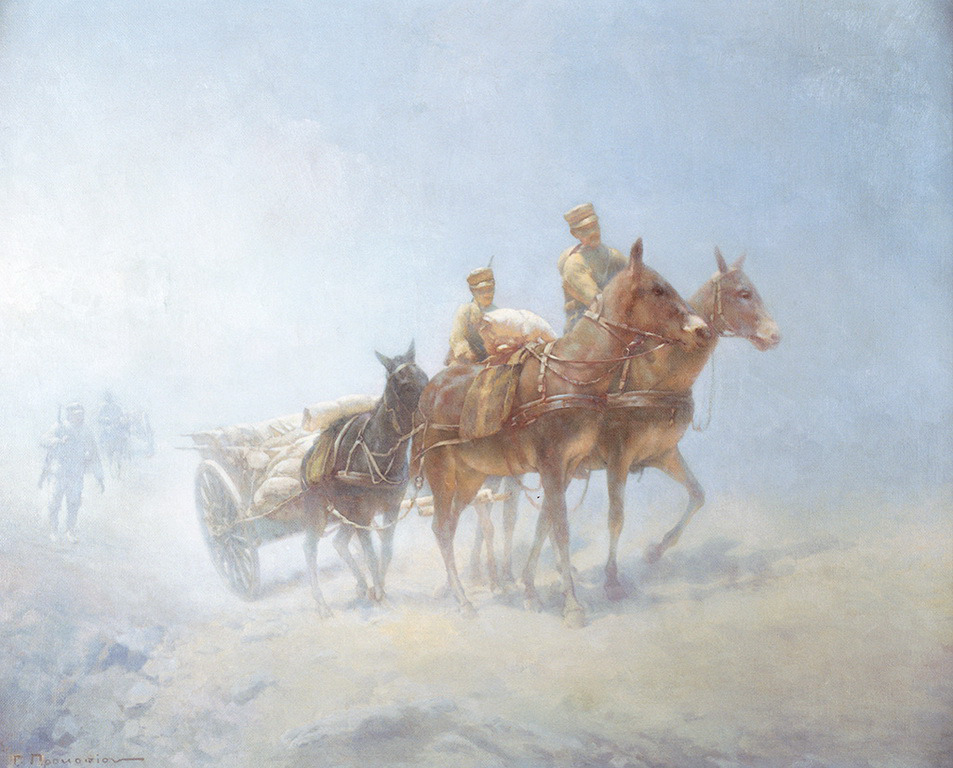
Художник Прокопиу, Георгиос — «Перевозка боеприпасов»

В тот же день штаб экспедиционной армии информировал корпуса, что наблюдается «большой дефицит боеприпасов» и что штаб «запрещает огонь артиллерии перед атакой пехоты». Кроме нехватки транспорта и протяжённых коммуникаций, это было результатом деятельности турецкой V кавалерийской группы (XIV дивизия и IV бригада) Фахредина и пехотной дивизии «Муреттеп», действовавших вне контроля греческой армии степях:84.
17/30 августа штаб экспедиционной армии известил корпуса, что будет снабжать только боеприпасами, но не продовольствием:87.
После боёв за Тамбур Оглу и Сапанджу, I и III корпуса заняли первую линию обороны турок и готовились прорвать вторую.
Обход левого фланга турок был поручен II Корпусу принца Андрея. Перед ним «возвышались неприступные скалы» Кале Грото, которые были атакованы 13/26 августа. Турки не ожидали атаки и через час оставили позиции.
Греческая пехота без остановки продолжила наступление, заняла самую высокую вершину Кале Грото и выбивала турок XXIV дивизии из окопов, чьё отступление переросло в паническое бегство.
XIII дивизия бросилась в бой 14/27 августа против высот западнее Кале Грото, но здесь турецкая артиллерия сумела не только отразить атаку греческой пехоты, но и подавить XIII дивизион греческой горной артиллерии:93.
IX дивизия и Кавалерийская бригада попытались обойти Кале Грото справа, но их авангард встретил конницу Фахредина, успевшую защитить левый фланг турок.
Греческие успехи обеспокоили Кемаля, который прибыв в этот сектор издал приказ: «Все части будут защищать свои позиции до последнего солдата. Спорадические успехи противника объясняются ночными бурями и несогласованностью наших частей Мы не должны сомневаться, что защищая со спокойствием наши позиции мы окончательно остановим врага».
Кемаль впоследствии писал, что «были минуты когда я думал, что всё потеряно»:92.

### Продолжение сражения
К востоку за Кале Грото возвышался Улу Даг, оплот второй линии обороны турок.
14/27 августа II Корпус доложил, что в силу нехватки боеприпасов считает продолжение наступления проблематичным.
Штаб экспедиционной армии настаивал, но в заключение писал: «Артподготовку перед атакой пехоты запрещаем».
18/31 августа IX дивизия, заняла три последовательные турецкие линии к югу от Карасулеймана. Это была последняя наступательная операция II Корпуса в сражении. 19 августа/1 сентября Корпус получил приказ перебросить IX дивизию к Сапандже и удерживать позиции силами оставшихся двух дивизий:93.
На севере VII дивизия подошла к ж/д станции Полатлы на расстояние 4 км:96.
Турки в панике удаляли боеприпасы со складов, но за недостатком транспорта начали их взрывать:97.
Последовали атаки XII и I дивизий на Чал -даг и Ардиз-даг на второй линии обороны турок. Оборонявшуюся III дивизию Кавказа обуяла паника. Офицеры не могли остановить бегство. XII греческая дивизия бросилась в последний бой за Ардиз-даг утром 19 августа/1 сентября. Целый батальон 176-го турецкого полка, 355 человек, сдались. С начала Рейда это был первый случай пленения целого турецкого соединения:98.
Тем временем, под давлением III корпуса, турки оставили в ночь 17 августа Гилдиз Даг. X дивизия, вклинившаяся в расположение турок, осталась без прикрытия, но XII дивизия I корпуса закрепилась на склоне Чал Дага и прикрыла её правый фланг:99.
В ту же ночь штаб экспедиционной армии приказал III Корпусу занять вершину Чал Даг любой ценой, но III и X дивизии доложили, что их солдаты истощены. III корпус был извещён, что I Корпус занял Ардиз Даг, но прекратил наступление из-за его остановки. Последовал новый приказ III корпусу занять указанные позиции.
Утром следующего дня X дивизия III Корпуса закрепилась на склоне Чал Дага, XII дивизия I корпуса дабы оказать ей помощь, заняла западный склон горы. Сдерживая атаки турок, артиллерия XII дивизии к вечеру исчерпала все свои снаряды.
II дивизия опрокинула XVII турецкую дивизию и к вечеру заняла вершину Чал Дага. После греческих побед на Ардиз Даге и Чал Даге Кемаль перебросил силы с левого фланга в центр, осознав, что II греческий корпус занял оборону:97.

### Тупик
Греческие дивизии с потерями занимали один за другим очередной «даг», но конца сражению не было видно.
Боеприпасы и продовольствие иссякли и почти не восполнялись. Но главное, обрисовывая перспективу, Кемаль заявлял: «Буду обороняться перед Анкарой, буду обороняться в Анкаре, буду обороняться за Анкарой». Рейд экспедиционной армии перерос в затяжную кампанию, что не было в её планах, но для продолжения наступления у неё не было резервов.
К концу боя за Чал Даг, принц Георг вручил доклад генерала Папуласа военному министру Н. Теотокису. Папулас писал, что пришёл к заключению, что попытку взять Анкару нужно прекратить. Он информировал, что в начале сражения турки имели равные силы с наступавшими. Но если потери греческой армии были невосполнимыми, к туркам подошли V и IX дивизии из Киликии и две новые дивизии, XVII и XVIII. В рапорте отмечалось, что в отличие от турок, греческие дивизии исчерпали запасы и доставка новых становится всё более проблематичной.
В заключение Папулас писал: «Армия остаётся в абсолютном неведении политической ситуации и не может знать если ожидаемые от занятия Анкары политические дивиденды являются таковыми с политической точки зрения, чтобы попыткой занятия (Анкары) любой ценой рисковать вероятностью поражения и следовательно неудачей всего Малоазийского вопроса».
Однако премьер Гунарис переложил ответственность принятия решения на штаб экспедиционной армии:101.
26 августа/8 сентября штаб армии информировал корпуса, что враг собрал силы против III корпуса, с целью атаковать его левый фланг и вынудить армию отступить через Солёную пустыню, где она будет разбита.
III Корпус получил приказ обороняться «до последнего», в то время как два других корпуса должны были предпринять «бешеные атаки» против врага.
Раннее, 21 августа/3 сентября, штаб II Корпуса принца Андрея (на эту дату V и XIII дивизии и Кавалерийская бригада), высказал в письме Папуласу идею, что поскольку Корпус бездействовал в Кале Грото, было бы лучше если он перейдёт ближе к III Корпусу.
Получив последний приказ, II Корпус ответил, что считает его невыполнимым и бесполезным и добавил, что корпус перейдёт к Исри, согласно своего предыдущего предложения.
Опешивший неповиновением корпуса, которое объяснялось безнаказанностью члена королевской семьи, разгневанный генерал Папулас, приказал оставаться на своих позициях.
Считая ответственным начальника штаба корпуса, Папулас сменил его, назначив на этот пост П. Николаидиса, командира Кавалерийской бригады.
Бездействие II корпуса позволило туркам перебросить силы с левого фланга и использовать их в своём наступлении.
В некоторой степени эпизод с II корпусом повлиял в дальнейшем на принятие штабом экспедиционной армии решения о отходе за Сакарью. I и III корпуса продолжали сражение.
Биограф Кемаля, Армстронг, писал в книге «Серый волк — Мустафа Кемаль» (H. C. Armstrong, «Grey Wolf, Mustafa Kemal: An Intimate Study of a Dictator»): «Греки и турки сражались с невероятным мужеством.…И те и другие сражались за свои очаги»:108.
В течение 14 дней греки непрерывно атаковали, их силы иссякали, а резервов не было. Февзи — паша оценил бездействие II греческого корпуса. Он позвонил Кемалю, который «нервно расхаживал в своей ставке, материл окружающих и колебался принять решение отступить, пока ещё не поздно». Звонок состоялся в момент, когда Кемаль был готов отдать приказ к отступлению. Жак Мешан (Jacques Benoist-Méchin, Mustapha Kemal — La mort d’un Empire) пишет: «Если бы греческая атака продержалась ещё несколько минут (!) Кемаль приказал бы отход, чтобы избежать катастрофы»:109.
Февзи доложил, что атаки греков ослабли и что они вероятно готовятся отойти.
Также описывает эти минуты Александр Жевахов: «Кемаль раздражён, явно нервничает; …Греки после трёх дней ожесточённых боёв захватили господствующую гору Чал-Даг. Кемаль не может скрыть своего отчаяния и даже не старается этого сделать. Стоит ли продолжать сопротивление или лучше отступить?»
Он пишет что «Февзи и его звонок изменили всё».
Кемаль воодушевился и в ночь на 26 августа решил атаковать на северном участке и бросить в бой все резервы, чтобы перекрыть противнику путь к отступлению.
Отвлекающее наступление планировалось предпринять против I греческого корпуса, в то время как основное планировалось на левом фланге греческой армии, против III корпуса. В случае успеха, у греческих дивизий оставался один путь к отступлению — через пустыню.
Кемаль бросил в бой свой сформированный для наступления корпус, состоявший как из сил переброшенных с левого фланга турецкой армии, противостоявших бездействовавшему II корпусу, так и из резервных частей, и даже охранную часть Великого национального собрания. Штаб экспедиционной армии своевременно осознал опасность, как следует из его приказа от 26 августа/5 сентября:110.
Турецкое наступление началось 28 августа/10 сентября на стыке между I дивизией I греческого корпуса и V дивизией, бывшей до того в составе II корпуса. Атака турок была отбита и две греческие дивизии предприняли контратаку. Турки отступили, их отступление переросло в бегство:111. Но после победного исхода боя, I дивизия осталась без боеприпасов.
В полдень того же дня II корпус получил приказ оставить позиции и совершить бросок на запад, согласно манёвру, который Корпус хотел совершить без разрешения днями раннее. Д. Фотиадис объясняет перемену в решении штаба тем, что крайний левый фланг греческой обороны был сломлен. Здесь турки к полудню заняли Дуа Тепе.
III дивизион греческой артиллерии с трофейными орудиями Шкода не был извещён своевременно об отходе и оказался без прикрытия перед наступающим противником. Греческие артиллеристы вооружённые старыми винтовками Гра сумели остановить наступающих, попытались руками оттащить и спасти свои орудия, но в этой их попытке многие орудия были разбиты в ущелье:112
В 13:00 28 августа /10 сентября штаб экспедиционной армии дал двояко читаемый приказ III Корпусу вновь занять Дуа Тепе и, в то же время, обеспечить мост для отхода с восточного на западный берег Сакарьи:112

### Сворачивание сражения за Анкару
Утром 29 августа/11 сентября, штаб экспедиционной армии принял решение о прекращении борьбы восточнее Сакарьи, считая что она стала бесцельной. В письме премьеру, генерал Папулас писал, что армия не может оставаться дольше восточнее Сакарьи и просил пополнений для контроля новой линии фронта и коммуникаций. Предприняв Рейд правительство монархистов ожидало, что занятие Анкары позволило бы начать демобилизацию и удовлетворить общественное мнение. Однако армия возвращалась за Сакарью, не достигнув объективных целей и просила пополнений. Хотя штаб принял решение о отходе утром 29 августа/11 сентября, I и III корпуса получили приказ отойти только к ночи и продолжали сражаться весь день. Заняв Дуа Тепе турки продвинулись к Кара Дагу. III корпус приказал III дивизии предоставить все свои силы VII дивизии, принявшей на себя весь удар турецкого наступления.
80 солдат одной из рот этой дивизии сдерживали натиск целой турецкой дивизии — LVII пехотной, пока им на помощь не подошёл 2/39 полк III дивизии. Бой продолжился без передышки всю ночь. В полночь турки закрепились на склоне Карадага. Обстановка здесь стала критической, турки непрерывно перебрасывали сюда подкрепления, оставив против I греческого корпуса всего 4 дивизии. В 7 утра последнего дня сражения, 29 августа, VII дивизия атаковала Дуа Тепе, подошла к вершине но была остановлена в 600 метрах от неё огнём турецкой артиллерии:112.
В своей последней атаке 2/39 полк не только вынудил турок отступить, но взял в плен 124 турецких солдат.
В 11:30 в бой вступила X дивизия, но была остановлена огнём турецкой артиллерии. В 17:30 IX дивизия вступила в один из самых кровавых боёв сражения. Роты остались без офицеров, раненных вынесли с поля боя лишь с наступлением ночи:114.
Фотиадис пишет, что и в этот раз «турки не прошли» и победа осталась за греческим оружием. Но «тысячи молодых греческих парней пали со славой в этих безлесых горах и ущельях», где «оставили свои кости безмолвными свидетелями неосуществлённой мечты, которая взрастила Новую Грецию»:114. В 20:45 штаб армии приказал отойти всем трём корпусам и указал 7 плавучих мостов для переправы на западный берег Сакарьи.
I корпус ушёл с Чал Дага в 01:00 30 августа настолько бесшумно, что турки только утром осознали, что напротив их позиций нет греков. Также в полном порядке и без давления со стороны турок, в ночь с 30 на 31 августа на западный берег Сакарьи перебралась вся экспедиционная армия:114.
Естественным образом турки сочли отход греческой армии от Анкары своей победой и Великое национальное собрание пожаловало Кемалю титул «гази». С другой стороны, тот факт что Сражение за Сакарьей состояло из непрерывного ряда боёв, в которых победу одержала греческая армия, что отход был произведён в порядке, а турки были истощены и не могли преследовать противника, оставлял поле для манипуляций со стороны греческого правительства. Правительство монархистов также позиционировало себя победителем, делая упор на то, что в ходе наступлений 1921 года оно удвоило территорию, по сравнению с территорией присуждённой Греции Севрским миром. Д. Фотиадис пишет: «тактически мы победили, стратегически мы проиграли»:115.
Подводя итог сражению, он пишет, что переход через Солёную пустыню, победоносные бои при Тамбуроглу, Сапандже, Чал Даг, Ардиз Даг, Кале Грото, Дуа Тепе и другие высоты являются героическими страницами в истории греческой армии.
В сражении за Сакарью греческая армия потеряла убитыми 3782, пропавшими без вести 376 человек. Однако «все эти жертвы оказались напрасными». В завершение Фотиадис пишет, что победителем в войне является не тот кто одержал большее число побед, а тот кто одержал последнюю победу. А она, правда через год, досталась Кемалю.

### Стабилизация фронта и затишье
Одержав тактические победы во всех боях восточнее Сакарьи, греческая армия не располагала резервами и средствами чтобы сделать эти победы большой стратегической победой.
Отойдя за Сакарью экспедиционная армия установила 1 сентября новый фронт по линии Эскишехехир — Афьонкарахисар.
Лишь к 14 сентября турки решились оставить свои укреплённые позиции перед Анкарой и попытались прощупать состояние и намерения греческой армии, а также прервать её коммуникации, совершив наступление в направлении Афьона.
Но греческая армия без особого труда отбила это наступление.
20 сентября I корпус армии дал приказ Ι дивизии завершить занятие линии Хайрам Баба — Аялен — Идене, ΙΙ дивизии атаковать и занять высоты восточнее Козлуджи — Чалишлар — Идже Карахисар и IV дивизии и Смешанному отряду (11й пехотный корпус, один батальон 8го полка и одна батарея горной артиллерии) занять высоты восточнее Сусуз и Чукур. Действия Отряда поддерживались и тремя батареями полевой артиллерии развернувшимися западнее Сусуза и Аксина. Остальные свои части дивизия оставила на позициях. Батальон 8го пехотного корпуса с батареей горной артиллерии должен был продвигаться за батальонами 11го пехотного корпуса, в то время как полуэскадрон кавалерии прикрыл правый фланг колонны.
19 сентября ΙΙ дивизия приказала своему 7му пехотному корпусу и одному батальону 1го пехотного корпуса атаковать и занять высоты восточнее Козлуджи и высоты Карахисар — Чалишлар. Атака должна была поддержана ΙΙ β дивизионом горной артиллерии и ΙΙΙ дивизионом 1го пехотного корпуса. 1й пехотный корпус (за вычетом одного батальона) с ΙΙα дивизионом горной артиллерии должны были сдерживать турок в своём секторе. 34й пехотный полк был определён в резерв, западнее штаба 7го пехотного корпуса.
В свою очередь Ι дивизия приказала 1/38 полку эвзонов с одной батареей Ια дивизиона горной артиллерии атаковать в направлении Динар Боз Эюк с целью занять высоты Агин Тепе — Ин Тепе. 4й пехотный корпус с одной батареей Ια дивизиона горной артиллерии должен был атаковать в направлении Теке Кёй, в 2 км южнее Аяз Ин, с конечной целью занять Синвирли Тепе.
Через 2 км после своего выступления Ι дивизия была остановлена огнём турецкой артиллерии, и только получив в подкрепление 4й пехотный полк продолжила наступление, вынудив турок отступить. В 19:00 турецкая колонна (силой в одну дивизию) направлявшаяся к Бостули была обстреляна греческой батареей трофейных орудий Шкода и отошла к высотам Ин Тепе.
Отряд VI дивизии выступил в 10:00 к востоку при поддержке полевой артиллерии и был временно остановлен турецким пулемётным и артиллерийским огнём. После артподготовки греческой артиллерии Отряд продолжил атаку и в 20:00 выдвинул свои авангарды.
В 05:00 21 сентября Ι дивизия начала атаку и 1/38 корпус эвзонов занял Синверли Тепе. Были обнаружены большие силы турок на высотах Кара Арслан Тепе и Ин Тепе, для изгнания которых в 09:45 было приказано 5му пехотному корпусу, при поддержке 16го дивизиона горной артиллерии атаковать Ин Тепе, в то время как 1/38 корпус эвзонов при поддержке одного батальона 4 го пехотного корпуса и Ια дивизиона горной артиллерии должен был атаковать и занять Кара Арслан Тепе. Батарея орудий Шкода должна была поддерживать обе греческие колонны.
ΙΙ дивизия приказала своему 1му пехотному корпусу, при поддержке Ια дивизиона горной артиллерии и части полевой артиллерии занять высоты Бостанли и установить связь с Ι дивизией. Пехотный корпус атаковал и после упорных боёв на протяжении всего дня занял несколько высот перед основной линией обороны турок.
Наступательные операции греческой армии продолжились до 26 сентября, когда турки убедились что элемент внезапности утерян и их попытки занять Афьон безуспешны. Турки заняли оборонные позиции. Греческая линия оборона стабильно опиралась на две основные базы — Эскишехир и Афьонкарахисар. Фронт застыл на год.
Новая линия фронта образовывала дугу в 800 км в направлении север-юг по холмистой местности, предположительно удобной для обороны.
От Афьонкарахисара и на запад, до Ушака, фронт шёл параллельно одноколейной железной дороге, которая была единственной линией снабжения основных сил греческой армии:159.

## Политический и стратегический тупик
Командование греческой армии отдавало себе отчёт о реальном положении и письмом генерала А. Папуласа 8/21 сентября информировало правительство, что после девяти лет непрерывных войн требуется завершение похода и политический выход из тупика:158.
Правительство монархистов осознавало угрозу, но позиционируя себя победителем, не могло отступить и прибегло к софизмам.
Выступая в парламенте 2/15 октября 1921 года премьер Д. Гунарис заявлял, что Севрский мирный договор присудил нам 16 тыс. км², в то время как сейчас мы контролируем 100 тыс. кв. км:158.
В первом случае население региона едва достигало 1 млн, во втором 3 млн:158.

### Предложения сократить протяжённость линии фронта
Генерал А. Мазаракис пишет, что было трагической ошибкой, что греческая армия, после отхода от Анкары, заняла пассивную оборону, отказавшись от операционной инициативы. Эту политику провозглашали и правительство и СМИ, но она давала туркам свободу действий там где они хотели, силами какими они хотели, в каком либо одном месте этого слабого фронта.
«Все без исключения военные и политические аналитики считают, что причиной прорыва была недостаточность сил для фронта протяжённостью в 800 км». Даже там, где плотность была большей, между дивизиями существовали незащищённые участки в 15-30 км:158.
Армия продолжала удерживать фронт «колоссальной протяжённости, по отношению к располагаемым силам», что согласно А. Мазаракиса, кроме политических ошибок, стало основной причиной последовавшей катастрофы:159.
Историки задаются вопросом, почему лидеры монархистов не видели очевидных истин и приходят к выводу о наличии двух причин:
- Первая была политической. Позиционируя себя победителем, правительство не могло оставить даже Карахисар и отойти на удобные для обороны позиции в Думлупынаре, как это сделал в 1921 году командир I корпуса А. Кондулис.

Результатом того отхода стала «блестящая победа» I корпуса над турками при Думлупынаре (1921).
- Вторая была военной. Военное министерство полагало, что контроль железной дороги Афьонкарахисар — Эскишехир, создавал тупиковую ситуацию для снабжения кемалистов, что было ошибочным.

Кемаль остался в Анкаре, но перевёл основную массу своей армии в Иконио, под командование И. Инёню. То есть на ж/д, соединявшую силы Южного фронта с портами Мерсин и Атталия, откуда его снабжали «союзники» греков, французы и итальянцы:159.

## Финансовый кризис
В то время как кемалисты наращивали силы, получая финансовую и военную помощь из Советской России и от номинальных франко-итальянских союзников Греции, Греция не располагала финансами для продолжения войны. Пятимесячный тур премьера Д. Гунариса по союзным столицам был безрезультатным.
Лишь Ллойд Джордж высказал вербальные симпатии и поддержку, при условии «что греческая армия будет удерживать позиции, которая она занимает сейчас».
Д.Фотиадис пишет, что последнее объясняется просто: Оставаясь в Прусе и Киосе, греческая армия являлась «щитом для небольших британских сил, контролировавших Черноморские проливы»:161.
Эта услуга англичанам могла бы отчасти быть аргументом для сохранения протяжённой линии фронта, если бы Греция получила что то взамен.
Однако Ллойд Джордж отказал Гунарису в государственном займе и предложил ему «пустую корзину»: Гунарису разрешалось получить частный заём на лондонской бирже, что он и попытался сделать. Но в его «корзину» не пал и единый шиллинг:161.
Гунарис запросил штаб Малоазийской армии о состоянии дел, но ответ был неутешительным: турки превосходят греческую армию в числах, особенно в кавалерии и артиллерии, а теперь и в авиации, благодаря самолётам, предоставленным им Францией и Советской Россией:82.
Армии были необходимы средства, люди, автомобили, орудия. Достаточно сказать, что на всей линии фронта греческая армия располагала всего 40 тяжёлыми орудиями эпохи Балканских и Первой мировой войн. Если этого нельзя обеспечить, не оставалось ничего другого как эвакуировать армию из Малой Азии:162.
Вояж Гунариса потерпел фиаско, займа он не получил, была потеряна даже моральная поддержка, французы и итальянцы уже официально были союзниками Кемаля, Греции было отказано в праве проводить досмотр судов идущих в турецкие порты.
Гунарис подал в отставку 29 апреля 1922 года. Премьером стал Н. Стратос:167.

## Автономия Ионии
В создавшемся положении, у греческого населения Ионии созрела идея автономии, следуя послевоенной идеологеме о праве наций на самоуправление, чтобы выйти из дипломатического треугольника Греция-союзники-Кемаль. Идея была поддержана движением «Национальная оборона» отставных офицеров сторонников Венизелоса в Константинополе, которые вышли с этим предложением на командующего армии Малой Азии, А. Папуласа, и который выразил своё понимание и согласие":98.
Движение было поддержано митрополитом Смирны Хризостомом и Константинопольским Патриархом Мелетием.
Малоазийцы заявили, что готовы предоставить на первые расходы нового государства четверть своего имущества:168.
Хризостом просил оставить греческую армию на 3 месяца для организации сил самообороны, ожидая также прибытия греческих добровольцев со всего мира, после чего Греция могла эвакуировать свои войска:168. Однако идея автономии была встречена в Афинах в штыки":99.
В итоге Папулас стал для правительства подозрительным и было принято решение его замены:169.

## «Командующий катастрофы»

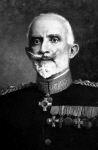
Генерал-лейтенант артиллерии Георгиос Хадзианестис, командующий Малоазийской армией в период май — август 1922 года

Новым командующим Малоазийской армии был назначен родственник премьера Н. Стратоса, «неуравновешенный»:169 Г. Хадзианестис, до того командир IV корпуса, в Восточной Фракии и с 1920 года не принимавшего участия в военных действиях.
Оценки историков относительно нового командующего, его действий или бездействия сводятся к фразе «худшего выбора не могло и быть»:169.
Мазаракис пишет, что Н. Стратос не мог не знать о непригодности своего родственника и странно, что Гунарис, который в 1916 году, будучи военным министром, снял Хадзианестиса с поста комдива V дивизии «за неспособностью», не высказал возражений.
Современники и историки свидетельствуют, что Хадианестис был человеком «неуравновешенным».
Маркезинис именует его эксцентричным и мелочным.
Д. Хортон, консул США в Смирне, подтверждает, что он был «душевно неуравновешенным»:115.
David Walder, в книге «The Chanak affair», на этом основании ставит под сомнение военные способности Кемаля, который сумел победить греческую армию только тогда, «когда её командующим стал человек, который думал, что у него стеклянные ноги».
Д. Фотиадис пишет, что всё это следует рассматривать как гиперболу, «иначе нам придётся признать, что командующим Малоазийской армией был полусумасшедший».
Большее значение Д. Фотиадис придаёт свидетельству А. Мазаракиса, что командующим Малоазийской армии стал офицер, «непригодный и в мирное время командовать даже дивизией»:10.

### Первые действия Хадзианестиса
Хадзианестис прибыл в Смирну 23 мая 1922 года. А. Мазаракис пишет о всеобщем разочаровании офицеров гарнизона.
Через три дня после принятия должности он начал инспекцию фронта, которая затянулась на 15 дней.
На тот момент Малоазийская армия состояла из «Северной группы» (III корпус) и «Южной группы» (I и II корпуса).
Хадзианестис счёл, что эта структура уменьшала его власть, и нарушил её.
I Корпус (I, IV, V и XII дивизии) и II Корпус (II, VII, IX и XIII дивизии) перешли под его непосредственное командование, что ослабляло Южную группу, которая в случае кризиса должна была координировать действия двух корпусов из штаба в Смирне, в 420 км от фронта:170.
Он также оставил за собой командование IV корпусом во Фракии.
Вторым шагом стала его «бредовая идея» занять Константинополь силами двух дивизий, в качестве шантажа союзников и Кемаля:171.
Ещё до отбытия из Афин правительство и Хадзианестис приняли решение прошантажировать Кемаля и союзников занятием Константинополя.
Это казалось им не только возможным, но и единственным шагом, который оставалось им предпринять.
Греческие войска стояли всего в 60 км от Константинополя:171.
Если IV корпус во Фракии будет усилен немногими частями, занятие Константинополя становилось военной прогулкой.
Как пишет в своих мемуарах генерал Спиридонос, по прибытии в Малую Азию Хадзианестис был занят исключительно этой идеей.
Окончательные решения о Константинопольской операции были приняты на совете министров в Пирее.
На вопрос военного министра, можно ли без последствий перебросить части из Малой Азии во Фракию, Хадзианестис ответил: «Без никакой опасности».
Фотиадис пишет, что этот ответ «непостижим разумом», когда и всех сил Малоазийской армии не хватало для удержания фронта такой протяжённости.
В момент, когда Кемаль собирал все свои силы для будущего наступления, Хадзианестис перебрасывал 21 тыс. солдат из Малой Азии во Фракию, оголяя и без того не густую линию фронта.
Хортон пишет, что только из-за этого его решения «послать цвет армии угрожать Константинополю в момент, когда эти части были крайне необходимы на фронте, Хадзианестис заслуживал отправки в психиатрическое заведение»:115.
Планы и действия поддерживаемого правительством Хадзианестиса вынудили подать в отставку ряд штабистов и боевых офицеров.
Однако соблюдая дипломатический такт с номинальными союзниками, правительство монархистов информировало о своём решении и просило союзников дать указание своим частям не препятствовать занятию города, что было своего рода угрозой:352.
Шантаж не удался. Союзники объявили о нерушимости статуса османской столицы и 18/31 июля информировали, что дали указание своим частям остановить продвижение греческой армии к Константинополю:173.
При этом Ллойд Джордж в своей гневной антитурецкой речи в Палате Общин 22 июля/4 августа 1922 года обвинял союзников, что в то время как они мешают грекам занять Константинополь и вести войну так, как они считают нужным, турки получают оружие из Европы. Эта речь обеспокоила Кемаля, опасавшегося, что Британия может оставить политику нейтралитета и он решился, через год после затишья, предпринять своё наступление:353.

## Решение от турецком наступлении
M. Кемаль, будучи офицером с боевым опытом, не мог недооценить греческую армию, непрерывно наступавшую с 1919 года.
Отход от Анкары в 1921 году был совершён греческой армией в полном порядке и только после того как были исчерпаны её материальные ресурсы.
Несмотря на растущее давление Национального собрания, M. Кемаль медлил и укреплял свои силы.
Одновременно, обеспечив поддержку французов и итальянцев, он предпринимал шаги для обеспечения нейтралитета англичан.
Однако он не был уверен, что его силы готовы к наступлению.
Зная что его войска достаточны только для одного крупного наступления, он усилил I армию Нуреддина-паши, которая была развёрнута против южного фланга греческого выступа у Афьонкарахисара.
Предполагалось, что I армия будет атаковать на север, против I греческого корпуса к юго-западу от Карахисара. V кавалерийский корпус должен был проникнуть через неохраняемые греками позиции в долине Кирка и выйти за линию фронта.
II армия будет атаковать к западу, против греческих позиций к северу от Карахисара.
Первой целью было перерезать ж/д линии Смирна-Карахисар и Карахисар-Эскишехир, отрезая греческие силы в Карахисаре от Смирны и III греческого корпуса в Эскишехире.
Далее, I и II турецкие армии должны были соединиться южнее Кютахьи, замкнув кольцо вокруг греческих сил в Карахисаре.
Но после того как греческая армия легко и с большими потерями для турок отбила у Шаврана на юге атаку двух турецких дивизий, сомнения Кемаля усилились, он не решался наступать.
Д. Дакин и многие греческие историки считают, что именно «бредовая идея» Хадзианестиса и переброска им во Фракию сил для занятия Константинополя, а также речь Ллойд Джорджа в Палате Общин 22 июля/4 августа, которую Кемаль счёл признаком того, что Британия может оставить политику нейтралитета, стали факторами, способствовавшими принятию им решения начать наконец своё наступление:353.
М. Исмет в своём приказе «готовиться к последней попытке», писал: «враг занятый во Фракии военными приготовлениями».
Кемаль, который до того колебался, зная что боевой дух его армии оставался низким, счёл что пришёл благоприятный час:173.

## Фронт
Фронт от Киоса на Мрамрном море, шёл к Эскишехиру — Кютахье — Карахисару и, повернув на юго-запад, заканчивался в устье Меандра. В апреле 1922 года греческая армия вынужденно удлинила фронт на юге до Сёке, откуда ушли итальянцы:353.
Протяжённость фронта указывается от 600 км (Спиридонос) до 800 км (К. Канелопулос).
Расстояние от штаба армии в Смирне до критического участка фронта было 420 км.
Центром снабжения I и II корпусов был Ушак, на ж/д Смирна — Карахисар, в 80 км от последнего.
Фотиадис пишет, что одного взгляда на карту достаточно, чтобы оценить насколько опасным был т. н. «Выступ Афьона», где были сконцентрированы основные силы греческой армии.
Его крайний правый фланг, где располагались I и IV дивизии, находился всего в 15 км от ж/д, единственного пути снабжения I и II корпусов:173.
«Это антистратегическое расположение», пишет Д. Фотиадис, «просто провоцировало неприятеля ударить в это место, с возможностью отрезать и окружить основные силы, что собственно и произошло».

## Накануне турецкого наступления
Стремясь сохранить план в тайне, турецкое командование запретило сообщение войск со внешним миром. Перегруппировки войск осуществлялись только ночью.
При всей секретности подготовки турецкого наступления, греческая армия знала, что турки скоро будут наступать.
Турок офицер, взятый в плен в Демерли, в категорической форме заявлял, что Кемаль будет наступать в августе.
Для введения в заблуждение греческого командования, Кемаль атаковал 8/21 августа на юге греческий плацдарм Ортанжи в долине Меандра, взяв в плен пару десятков греческих солдат.
В тот же день турок дезертир информировал, что с минуты на минуту начнётся генеральное наступление.
50 самолётов переданных туркам в начале 1922 года французами, «непрерывно бороздили небо над выступом Эскишехира» и фиксировали с воздуха греческие позиции:174.
Каждую ночь греческие посты вокруг Карахисара докладывали о перемещениях вражеских частей.
I корпус с 8/21 августа был абсолютно уверен из информации собранной его разведчиками, что турецкое наступление ожидается в последующие дни и докладывал об этом в штаб армии. Но штаб армии оставался пассивным.
Как пишет генерал Спиридонос, «враг беспрепятственно готовился атаковать Выступ».
Вместо того чтобы немедленно отправиться на фронт, Хадзианестис остался в Смирне, в то время как Кемаль расположился в артиллерийском наблюдательном пункте:174. Хортон пишет, что «жалкий» Хадзианестис был занят ремонтом своей дачи в Смирне:115.
При примерном равенстве сил, Кемаль использовал возможность сконцентрировать против правого греческого фланга превосходящие силы.
Согласно греческой историографии, план Кемаля был простым, но «блестящим в исполнении» и ставил целью перерезать единственную артерию снабжения греческой армии, каковой была ж/д Ушак — Думлупинар с Карахисаром.
В случае успеха, основная масса греческой армии была бы вынуждена искать выход в к северо-западу, в горном бездорожье, и в этой попытке была бы окружена и разбита.
Кемаль искал не просто возможность отбросить греческую армию на запад, но преследовал цель полной победы:175.

## Начало турецкого наступления
В ночь с 12/25 на 13/26 августа перед греческими позициями в Акар Даге сконцентрировались 12 турецких пехотных и 4 кавалерийских дивизий.
Турецкий штаб и Кемаль расположились в прекрасном наблюдательном пункте на холме Кочатепе.
Кемаль позже заявлял перед Национальным собранием, что пункт позволял наблюдать за действиями противника без бинокля.

### Прелюдия наступления
Задолго до турецкого наступления и изучая карты региона, командир I корпуса, генерал артиллерии Н. Трикупис, обозначил «козью тропу» в ущелье Кирка в горах Акар Даг как непроходимую.
На замечание штабиста, что он не считает тропу непроходимой и что пройдя по ней турки смогут окружить греческие позиции, Трикупис ответил изречением «окружающий будет окружён».
Ночью и за несколько часов до начала наступления, три турецкие дивизии V кавалерийского корпуса (I, II и XIV) под командованием Фахреддина Алтая и дивизион горной артиллерии, спешились и начали восхождение по этой тропе линией в несколько километров.
Позже, Фахредин Алтай говорил, что приближаясь к вершине его агония возрастала и добавил, что «если бы там находился хоть один греческий батальон, то наша кавалерия была бы уничтожена».
Стоявшие на выходе из ущелья три десятка греческих солдат, вооружённых винтовками, были не в состоянии остановить турецкие дивизии и ненадолго задержали их продвижение.
Турецкая кавалерия к 16:00 заняла ж/д станцию Кючюкёй в 50 км восточнее Думлупинара, отрезав телефонную и телеграфную связь и возможность снабжения греческих частей находившихся восточнее станции:175.
Находившаяся в Ушаке греческая кавалерийская дивизия под командованием А. Калинскиса и А. Папагоса, следуя начальным указаниям штаба армии, не проявила инициативы и бездействовала, хотя могла быстрым движение к Думлупинару обеспечить его оборону и коридор для выхода большей части греческой армии из только намечавшегося на тот момент котла:176.

### «Большое наступление»

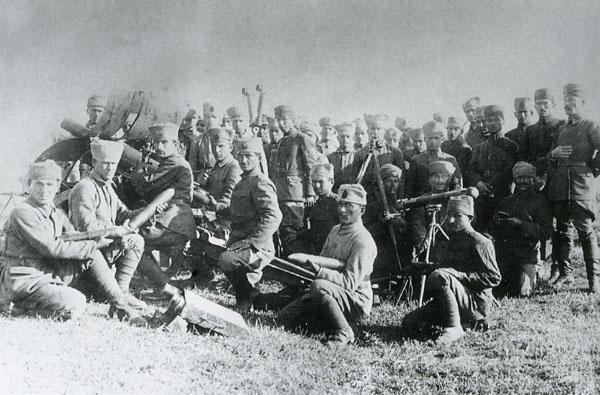
Турецкие артиллеристы перед Большим наступлением, август 1922

На рассвете в 04:30 13/26 августа 200 орудий, многие из них новейших образцов, начали огонь на 40 км линии фронта на стыке двух греческих дивизий, от Синан Паша (I дивизия) до позиций 15 км западнее Карахисара (IV дивизия).
Греческая историография отмечает что артобстрел был произведён «с исключительной меткостью», «вскапывая всё» и что наступление турок было организовано самым лучшим образом.
Греческая артиллерия ответила, но без успеха, так как новые турецкие орудия и более старые орудия «Шкода» имели бо́льшую дальность стрельбы и вели огонь с недосягаемых для греческой артиллерии дистанций.
Обстрел привёл к большим потерям в передовых греческих батальонах (некоторые из них потеряли до 50 % личного состава только по причине артобстрела и неадекватно оборудованных траншей).
После полутора часа шквального огня, турецкая, артиллерия перенесла огонь вглубь греческого расположения и в атаку пошла пехота.
Турецкие I армия Нуреддин-паши и II армия Якупа Субаши атаковали одновременно.
После артиллерийского баража последовала генеральная атака 7 пехотных дивизий I и IV турецких корпусов, против 2 греческих дивизий (I и IV).
Ситуация для греческого Ι корпуса почти сразу стала критической, поскольку он столкнулся с превосходящими силами и вскоре все его резервы были задействованы.
Однако командир корпуса Н. Трикупис не проявлял инициативы, ожидая приказа из Смирны.
К полудню турецкий I корпус вступил в окопы греческой I дивизии.
Атака II турецкой армии, произведённая после мощной артподготовки, застала греков врасплох и позволила занять несколько позиций V греческой дивизии (I корпуса), однако повторные атаки не имели большого успеха.
Получив подкрепления, греческая V дивизия контратакой восстановила первоначальную линию фронта.
В 07:30 после жестокого боя турки заняли Камлар в секторе IV греческой дивизии.
Через полчаса 49-й греческий полк, которому, как пишет Д. Фотиадис, «к сожалению», были доверены сильные позиции Тилки — Кири — Бел, бросил их в панике.
Генерал К. Канеллопулос пишет, что полк оставил позиции без борьбы, в позорном бегстве и «что ни одного подобного примера нет в истории малоазийской армии».
Однако в Малоазийской армии не было и другого подобного полка — полк полностью состоял из резервистов старого призыва, вновь мобилизованных дезертиров и уголовников.
Турки продолжали атаку по направлению к Календжику.
IV дивизия, получив в подкрепление 5/42 полк эвзонов и одну артиллерийскую батарею, сумела временно удержать линию фронта.
Решад-бей, комдив LVII-й турецкой дивизии, обещавший Кемалю за час взять высоту 1310 у Хасан — Бел, которую защищал 5/42 полк эвзонов полковника Н. Пластираса, не сумел этого сделать и покончил жизнь самоубийством.
К вечеру VII греческая дивизия, переброшенная из II корпуса, с помощью сил IV дивизии сумела отбить у турок позиции Тилки — Кири — Бел, брошенные раннее 49-м полком:177.
II турецкая армия атаковала также позиции III греческого корпуса на севере, сковывая его и предотвращая возможность оказания им помощи II корпусу.

## Руководство сражением из Смирны
Греческий штаб в Смирне не имел ясной картины обстановки.
С 07:00 I корпус информировал штаб армии, что враг начал наступление.
Однако Хадзианестис только к вечеру выслал приказ корпусам, который, согласно Д. Фотиадису, начинается «неповторимой фразой»: «армия, не желая подвергнуться инициативе врага, предпримет атаку, одного только порыва которой достаточно разбить его позиции, с объективной целью отбросить врага южнее его линий снабжения».
Фотиадис пишет, что это была драма: Кемаль находился на передовой, в то время как Хадзианестис, вместо того чтобы отправиться на фронт, издавал приказы согласно своему желаемому, но не реальности.
Генерал Спиридонос пишет, что турецкое командование принимало решения на поле боя, имея непосредственную картину, в то время как греческое командование, на расстоянии 420 км, получая информацию и отдавая приказы по рации, тратило 4 часа на составлении телеграммы, шифровку, отправку, дешифровку, между тем обстановка менялась каждые четверть часа:177.
После роспуска Хадзианестисом Южной группы Карахисара, решающее сражение началось для греческой армии без командующего на фронте.
В 23:00 26 августа в приказе I и II корпусам, штаб выражал мнение, что турки ещё не выявили основную ось своего наступления.
Штаб армии повторил свой первоначальный план, приказав II корпусу готовиться к контрнаступлению на турецкий правый фланг, в то время как I корпус будет удерживать свои позиции.
Контрнаступление предполагалось начать 28 августа.
Эти приказы прямым образом противоречили указаниям I корпуса данным II корпусу, и впоследствии I корпус приказал II корпусу прекратить всякую подготовку к контрнаступлению и возобновить отправку своих частей на юг, чтобы усилить потрёпанные I и IV дивизии.
Из-за нарушения связи, штаб армии в Смирне не получил уведомлений I и II корпусов и оставался под впечатлением что всё шло согласно его приказа.

### «Шаг за шагом»
I и II греческие корпуса были расположены рядом.
Однако когда I корпус был на грани разгрома, поскольку на него были обрушены основные силы турок, II корпус оставался наблюдателем.
XII дивизия, находившаяся северо-восточнее Карахисара непрерывно посылала разведгруппы на большую глубину за линию фронта, и все докладывали, что не встречали концентраций турок.
Турки оставили малые силы против II корпуса.
Однако, чтобы ввести греческое командование в заблуждение, они совершили локальную атаку, которую командир корпуса Д. Димарас счёл прелюдией генеральной атаки. Когда Трикупис просил чтобы IX дивизия оказала ему помощь, Димарас послал только один полк, оправдываясь, что и сам находится в опасности перед наступлением, которое начнётся с минуты на минуту:178.
Передача IX дивизии I корпусу состоялась с опозданием:178.
В создавшейся обстановке, Трикупис телеграфировал в штаб армии, что приказы штаба невыполнимы и что, напротив, он должен решить вопрос всеобщего отхода.
Штаб ответил, что если он будет вынужден отойти, то отход следует произвести «шаг за шагом», «как будто», как пишет Г. Румис, «речь шла о обороне Акрополя»:178.

## Прорыв фронта
На следующее утро турки бросили бо́льшую часть своих сил против IV дивизии, стремясь закрепить прорыв достигнутый кавалерией в предыдущий день и окончательно прервать связь греческих частей с Думлупинаром.
Турки сумели занять «Пилообразную скалу» и центр греческого сопротивления в Камелар.
Трикупис в 09:00 информировал штаб армии, что 10 турецких дивизий атакуют его корпус и во избежание катастрофы просит оказать ему помощь всеми силами II и III корпусов, но штаб в Смирне потерял контроль над ситуацией.
В своих распоряжениях в 17:30 27 августа, он приказывал I корпусу контратаковать и восстановить первоначальную линию фронта, или если это невозможно, отойти с боем, в то время как II корпус должен был контратаковать в направлении Чобанлар, к юго-востоку от Карахисара.
Получив информацию, что IV дивизия сломлена и что обстановка стремительно ухудшалась, Трикупис осознал, что задержка с отходом будет смертельной опасностью и к полудню приказал оставить Карахисар и отойти к западу, к Думлупынару.
В спешном оставлении Афьона была утеряна рация штаба I корпуса, который впредь был вынужден посылать свои шифрованные телеграммы в штаб II корпуса, а тот пересылал их в штаб армии в Смирну.
Не понаслышке зная о турецких зверствах, около 20 тыс. христиан Карахисара и региона последовали за отступающими частями, придавая армейским колоннам картину сомнительной дисциплины:159.
Однако в тот же момент, «как наибольшая историческая ирония», в центр греческой обороны в Кирке прибыли 40 дезертиров из VI турецкой дивизии, «безошибочный знак низкого морального духа врага», пишет генерал Булалас:179.
Д. Фотиадис пишет, что является трагическим фактом, «что самое большое поражение нашей истории мы понесли от врага у которого не было морального духа»:179.
Спиридонос, возвращаясь к теме командования пишет, что в то время как I корпус подвергался разгрому, II корпус, не смея нарушить приказы штаба армии, поступающие за 400 км, поддерживал I корпус по большей части морально.
В завершение Спиридонос пишет, что такого скандального благоприятствования планам Кемаля не смог бы пожелать и сам Кемаль:179.
В то же время, турки наконец опрокинули IV дивизию которая удерживала высоты Ак Дага, прорвав безвозвратно линию фронта, и турецкие дивизии хлынули к ж/д Думлупынар — Карахисар:180.

## Две колонны
В 02:00 28 августа штаб Малоазийской армии отменил предыдущие приказы о контратаке, и подчинил II корпус и одну дивизию III корпуса под командование Ι корпуса Трикуписа.
15/28 августа Южная группа греческой армии оказалась разделённой на две группы.
Первая, была образована I и VII дивизиями и бо́льшей частью IV дивизии и отрядами Луфаса и Н. Пластираса, оказавшихся слева от прорыва.
Эту группу, имевшую возможность отступить к Ушаку, возглавил комдив I дивизии А. Франгу.
Трикупис собирался организовать вторую линию обороны с помощью А. Франгу, но тот не знал о его намерениях и видя что турки движутся к Думлупынару, отрезая путь к отходу, решил опередить их и также двинуться к Думлупынару.
Франгу, вышел на I Корпус ещё в 18:30 27 августа, через посыльных, но не получил письменных указаний.
Разведгруппа I дивизии, под командованием лейтенанта Накиса, встретилась в полдень того же дня на перевале Улуджак с разведгруппой IX дивизии лейтенанта Кавриса.
С перевала были видны «орды турок в долине Душ Агач, стремившихся перекрыть путь Думлупынару».
Каврис также видел на высотах арьергард Пластираса и доложил о увиденном своему комдиву П. Гардикасу.
Тот прибыл в штаб I Корпуса в 16:30 и настоятельно рекомендовал совершить ночной марш через горы к Думлупынару.
Но Трикупис категорически отказался от предложения, заявив что «он ожидает приказ штаба армии».
Отход Группы Франгу (I и VII дивизии, остатки разбитой IV дивизии, два батальона XII дивизии и другие малые части) к Думлупынару состоялся в ночь с 27 на 28 августа.
Арьергард Пластираса остался на позиции Хасан Деде Тепе.
Медлительность Трикуписа в принятии решений привела к тому, что его группа потеряла контакт с Группой Франгу и между ними образовалась брешь в 25 км.
Это не осталось незамеченным Кемалем. Турки ринулись всеми силами в эту брешь, в то время как их кавалерия предотвращала возможность контакта между двумя отступающими греческими группами.
Трикупис дал своей Группе (V, IX, XII, XIII и остатки IV дивизий) возможность отдохнуть. В 05:00 28 августа Группа Трикуписа начала движение на северо-запад, с надеждой обойти наступавшего врага и также дойти к Ушаку, избегая вырисовывавшееся окружение.
Не зная об отходе Группы Франгу, колонна IV дивизии была застигнута врасплох турецкой атакой в 07:00, и понесла тяжёлые потери.
IX дивизия П. Гардикаса, на пути на запад, около 07:00 разбила турецкую II кавалерийскую дивизию (V кавалерийского корпуса), пытавшуюся перекрыть ей путь, и нанесла ей большие потери, включая пленных и захваченные орудия. Все орудия были с русскими надписями — как пишет Я. Капсис, «подарок Ленина».
II кавалерийская дивизия была выведена турками из строя и введена в резерв.
Остальные силы Группы Трикуписа (V, XII и XIII дивизии) отошли на запад без проблем.
Группа Трикуписа провела ночь 28-29 августа около Олучака.
Одновременно части «Группы Франгу», находясь под давлением турецкого IV корпуса, развернули линию фронта вокруг Башкимсе.
После неоднократных неудачных попыток установить связь по рации с I корпусом, Франгу приказал своим частям начать отход на позиции Думлупынара в 16:00.
В течение ночи 15/28-16/29 августа турецкий VI корпус (II армии) продвинулся на запад и вышел к северу от Группы Трикуписа.
Турецкие V кавалерийский корпус и части I армии (I, II и IV корпуса) подошли к группам Франгу и Трикуписа.
Турецкий I корпус продвинулся в сторону Думлупынара и вступил в контакт с Группой Франгу, в то время как турецкие V кавалерийский корпус и IV корпус отделили группы Трикуписа и Франгу одну от другой.
Группа Трикуписа была по существу окружена.

### Бой при Илбулаке — Хамуркёе[41]
В 05:00 29 августа все части Группы Франгу достигли позиций вокруг Думлупынара в порядке, несмотря на давление турецкого IV корпуса.
Группа Франгу подверглась утром 16/29 августа мощной атаке у Карагёсели, но удержала позиции. В полдень Пластирас запросил разрешения контратаковать к востоку, чтобы соединиться с Трикуписом. Франгу разрешения не дал, что по мнению Я. Капсиса обрекло группу Трикуписа. С закатом солнца, он дал приказ своим частям отойти дальше на запад, к Исламкёю.
Группа Трикуписа двинулась на запад утром 16/29 августа.
ΙΧ дивизия выступила на Хамуркёй в 04:30, в голове колонны Группы Трикуписа, за ней шли части разбитой IV дивизии.
Греческие части вступили в расположение турецких V и IV корпусов. Трикупис приказал IX дивизии атаковать, прорвать турецкую линию и открыть дорогу на Думлупинар.
В 06:00 ΙΧ дивизия вступила в бой с первыми турецкими частями вставшими на её пути. К 09:00 дивизия вступила в отчаянный бой с тремя дивизиями турецкого IV корпуса.
Турки атаковали также с восточного фланга Группы Трикуписа, на позиции XII дивизии. Трикупис постепенно задействовал V и IV дивизии в обороне Группы, сохраняя XIII дивизию в резерве.
К 10:30 обстановка стала драматической. Моральный дух солдат не спавших и не евших с 13/26 августа и осознававших, что они в окружении, был поколеблен.
Натиск турок, к которым подходили всё новые и новые силы, усилился. Артиллерия дивизии действовала неприкрытая на одной линии с пехотой.
Комдив IX дивизии, полковник Гардикас, был вынужден неоднократно лично вмешаться, чтобы удержать линию обороны.
XIV кавалерийская дивизия турок пыталась с фланга нанести удар по Группе Трикуписа и целый день сдерживалась ΙΙ/26 батальоном майора Д. Папаянниса.
В 17:00 турки предприняли генеральную атаку против всей линии обороны ΙΧ дивизии.
Командиры батальонов и рот один за другим погибали или выходили из строя после тяжёлых ранений и их подразделения начали отступать.
Все офицеры 3/40 батальона эвзонов майора Г. Папастергиу были выведены из строя, за исключением одного младшего лейтенанта.
Та же картина наблюдалась и в ΙΧ кавалерийском эскадроне В. Боволетиса.
Однако горная артиллерия дивизии (дивизионы ΙΧα капитана В. Спиро́пулоса и ΙΧβ майора Г. Филико́са) осталась на своих позициях и огнём прямой наводкой с дистанций от 100 до 400 метров сумела сдержать противника и дала время пехоте перегруппироваться.
Был получен приказ контратаковать. Контратаку возглавил командир 26 го пехотного полка Д. Калягакис. В контратаке приняли участие единственный резервный батальон II корпуса (Ι/26 пехотный батальон майора Ангелоса Вуцинаса), части разбитого 11-го пехотного полка и курсанты училища офицеров-резервистов из Карахисара, под командованием подполковника Д. Николареоса.
Контратака временно сдержала и вернула порядок в расположении греческих частей.
Однако смерть командира 26-го полка и добровольно сменившего его в контратаке командира ΙV батареи Афанасия Пурнараса, вновь поколебали греческие части.
Новая мощная турецкая атака отбросила назад части ΙΧ дивизии в полном беспорядке.
В этот критический момент вмешалась ΙΙ/Α’ батарея полевой артиллерии майора Ксантакоса, чьи кони галопом доставили орудия на поле боя. ΙΙ/Α’ батарея расположилась рядом с 3 батареями дивизии и батареей ΙΙ/Β’ полевой артиллерии капитана К. Пападо́пулоса. Артиллерийские батареи, без прикрытия и защиты пехоты, непрерывным огнём прямой наводкой вынудили турок отступить на 1000 метров к югу.
Все дивизии понесли большие потери и были на грани развала.
Ослабленная потерями IV дивизия сумела отбить атаку турок на позиции Хамуркёй — Имбулак.
Сражение продолжалось весь день 29 августа, с тяжёлыми потерями с двух сторон.
IX дивизия продолжила марш на запад и ночью, под непрерывным огнём турецкой артиллерии, собралась в районе села Хамуркёй, вместе с другими силами Группы Трикуписа и тысячами следовавших с Группой беженцев христиан.
Группа Трикуписа была не в состоянии открыть дорогу на Думлупынар или установить контакт с Группой Франгу.
Турецкие силы также были не в состоянии уничтожить Группу Трикуписа, несмотря на то что они окружили её своими II, IV, V и VI корпусами.
Однако для частей Трикуписа обстановка с каждым часом ухудшалась. Снабжение боеприпасами и продовольствием становились всё более недостаточными. Некоторые части остались без патронов и вынужденно использовали огонь артиллерии, чтобы отгонять турецкую кавалерию.
Потеряв время из-за приказа отступать «шаг за шагом», в 23:00 29 августа, голодные и потрёпанные части Группы Трикуписа, сумели прорваться и начали марш к Чалкёю, полагая что он удерживается малыми турецкими силами.
Отход начал принимать форму беспорядочного бегства:180.
Одновременно XII дивизия успешно отошла при содействии 33-го и 43-го пехотных полков, прервавших наступление турецких V пехотной и I кавалерийской дивизий и нанеся им значительные потери.
Греческие части в значительной мере уже потеряли свой порядок, и ночной марш усугублял смешение частей.
V дивизия заблудилась и потеряла контакт с Группой Трикуписа, но батальон 2-го полка полковника К. Цакалоса из ΧΙΙΙ дивизии, оказывая ей поддержку, отбил атаку турецких сил против её флангов.
Тем временем Группа Франгу 29 августа удерживала 20 км фронт вокруг Думлупынара.
Её позиции были атакованы I турецким корпусом и правый фланг был прорван.
С тем чтобы оставить открытым окно надежды Группе Трикуписа для отхода к Думлупынару, Франгу приказал своему левому флангу удержать позиции любой ценой. Арьергард Группы Франгу остался на позиции Хасан Деде Тепе.
Группа Франгу заняла позиции восточнее Ушака, прикрывая ж/д. Здесь вся тяжесть в отражении турецких атак пала на 34-й полк И. Пицикаса.
Прибыв в Чалкёй Трикупис произвёл совещание со своими комдивами, которые предложили чтобы Группа продолжила движение на запад через ущелье Аливеран к Баназу.
Трикупис отклонил предложение и приказал продолжить движение на юг к Думлупынару.
Но получив рапорт, что боевой состав Группы уменьшился до 7 тыс. пехотинцев, 80 кавалеристов и 116 орудий, в то время как в её состав входили 10 — 15 тыс. безоружных солдат, а также беженцы, при полном отсутствии боеприпасов и продовольстивия, Трикупис дал новый приказ следовать через Аливеран к Баназу.
Но было потеряно драгоценное время.
Ночью ефрейтор Караманос с 4 эвзонами из Отряда Пластираса, пробрались через расположение турок в штаб I дивизии, информируя Трикуписа о наличии горной тропы, по которой Группа могла ночью выйти из окружения. Однако Трикупис, вместе с генералом К. Дигенисом отказались от предложения и информировали что идут к Баназу.

## Аливеран

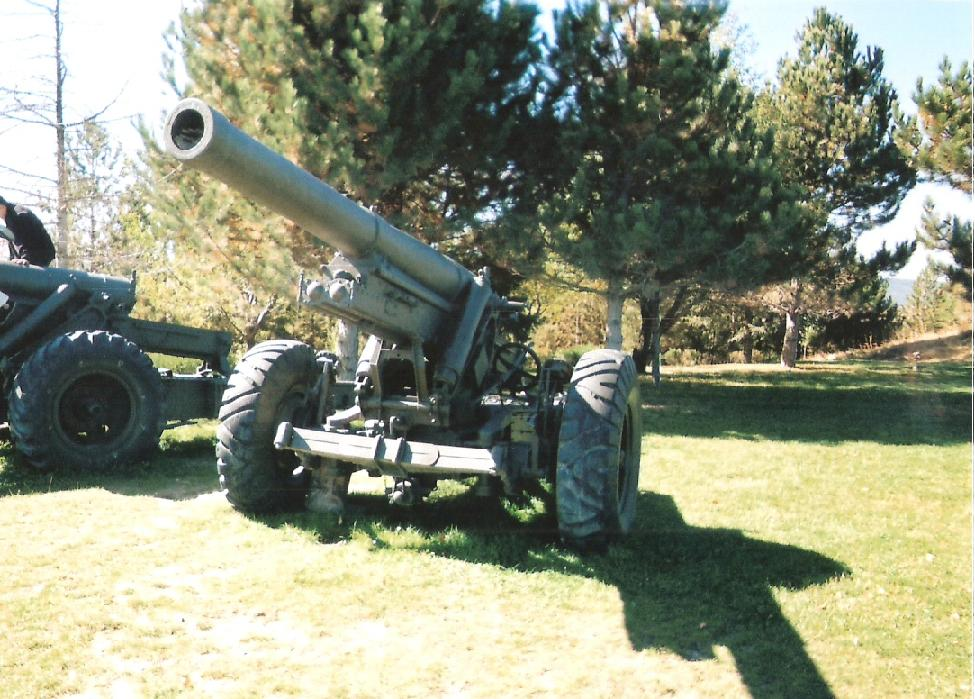
Гаубица фирмы Шкода установленная на холме Зафер Тепе, где в артиллерийском укрытии находился М. Кемаль в ходе сражения Аливерана. Однако данная модель (серия К) орудий Шкода не имеет отношения к этому сражению, её производство началось в 1933 году

Термин «Сражение при Думлупинаре» употребляемый турецкой историографией в греческой историографии встречается редко.
Для греческих историков есть «Аливеран» и события до и после «Аливерана».
Д. Фотиадис пишет, что Аливеран это «Седан» греческой армии и, будучи малоазийским греком, добавляет, что это «место бойни наших сил» и «место где были похоронены все наши надежды, вместе с тысячами бойцов».
В турецкой историографии сражение 17/30 августа именуется «Сражением главнокомандующего», (Başkumandanlık Meydan Muharebesi) поскольку оно происходило на глазах у Кемаля, наблюдавшим за ходом сражения из укрытия в 6 км от ущелья Аливерана:181.
В действительности термин сражение не совсем верно характеризует событие: это был расстрел турецкой артиллерией скопления греческих солдат и гражданского населения.
Ущелье Аливерана (Alıören) находится в узкой долине у отрогов Мурат Дага. К северу расположена гора Ак Бурун (1260 м), к югу Хасан Деде Тепе (1480 м).
Истощённые маршем и голодом, части Группы Трикуписа, будучи не в состоянии продолжать марш на запад в темноте, скопились в ущелье Аливерана.
Получив эту информацию, в ночь с 16 на 17 августа Кемаль приказал своим I и II армиям, а также V кавалерийской группе окружить ущелье и ликвидировать Группу Трикуписа:180.
На рассвете 17/30 августа Кемаль оставил штаб в Ак Хисаре и перешёл в артиллерийский наблюдательный пункт в Зафер Тепе (как он именуется сегодня) около Салкёя, в 6 км от центра боя, в то время как Хадзианестис, как часто повторяют греческие историки, изучал поле боя на картах, находясь в 420 км от него.
Из вошедших в ущелье 20-25 тысяч человек, только 7 тысяч были боеспособны, остальные были безоружные солдаты вспомогательных частей, раненные и гражданское население, бежавшее из своих сёл от турецкой резни:180.
К полудню Трикупис приказал своим силам продолжить марш к Думлупинар, не подозревая что он был уже окружён
Внезапно вся тяжёлая турецкая артиллерия начала с юга обстрел этой узкой подковы, где в её основании около 20 тыс. безоружных и раненных солдат, вперемежку с женщинами и детьми, безуспешно искали возможность выйти из ущелья, ещё больше осложняя действия боевых частей.
На выходе из ущелья встала XIV турецкая кавалерийская дивизия, против которой Трикупис бросил пехотный полк, но после того как турецкие кавалеристы получили подкрепления, был дан приказ дождаться ночи для совершения прорыва.

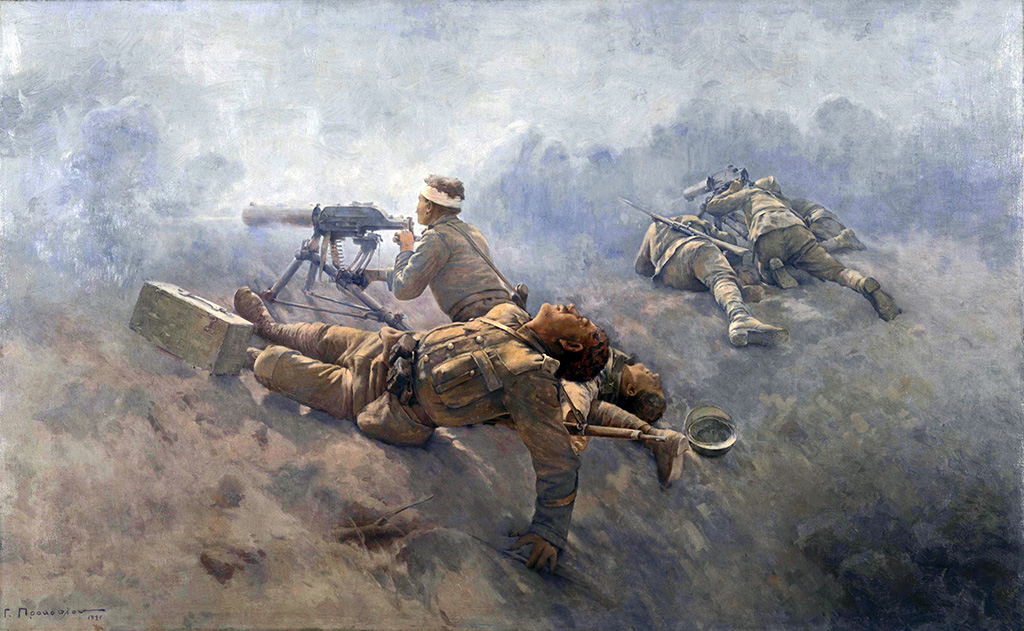
Художник Георгиос Прокопиу: «До последнего»

И только на входе в ущелье, где «встала насмерть героическая ΧΙΙI дивизия» полковника Мильтиада Кембалиса, в том числе 2-й полк К. Цакалоса, шло настоящее сражение.
Экономя боеприпасы, солдаты дивизии подпускали турок на 100 метров, после чего вынужденно шли в непрерывные штыковые:159.
2-й полк у Кючук Ада-тепе, оборонял Группу с юга против IV турецкого корпуса и под непрерывным артиллерийским огнём, обороняясь на неподготовленных позициях и со скудными боеприпасами, отразил все атаки турок.
Один за одним, офицеры полка поднимали своих солдат в штыковые — на верную смерть — в ходе которых погибли майоры Мацукас и Влахос:160.
К востоку от 2го полка, вела свой последний бой рота курсантов, прибывшая на фронт за неделю до этих событий.
Спасая возникшую на «Лесистом холме» ситуацию, Цакалос бросился в атаку под развёрнутым флагом с горсткой солдат своего резерва, увлекая тем самым и поколебавшихся. Турки были вновь отброшены. Но в ходе этой атаки Цакалос был смертельно ранен:162.
Вскоре 6 турецких дивизий обрушились на надломленные греческие силы, в то время как с востока новые турецкие батареи начали артиллерийский бараж.
Греки отчаянно сопротивлялись, в то время как турецкая артиллерия начала обстрел и с севера, с безопасной для них дистанции.
Генералы М. Костаракос и С. Кутрис в своей работе пишут что к Аливерану артиллерия Группы Трикуписа пришла не имея потерь орудий и коней и «продолжала демонстрировать замечательную согласованность и дисциплину».
Однако кроме того, что артиллерия Группы уступала турецкой артиллерии в числах и дальнобойности, из располагаемых 28 батарей (116 орудий), в условиях ущелья и отсутствия укрытий, удалось развернуть только 13 батарей, не имея возможности оказать результативную поддержку пехотным частям Группы.
Греческие батареи замолкли одна за другой.
Немногие успевшие укрыться орудия, отвечали туркам, чьи снаряды практически все наверняка достигали целей.
Люди, животные, автомобили, повозки взлетали на воздух.
Героическими усилиями греческие части удерживали единственный остававшийся западный выход из ущелья.
Некоторые полки исчерпали патроны и собирали их у убитых.
С 16:00 ни одна точка в ущелье не обеспечивала укрытия.
Единственной надеждой оставалась ночь :Попытка прорыва с дневным светом была самоубийством:161.
Историки отмечают инициативу предпринятую до наступления темноты командиром 14-го полка И. Котуласом, который был ранен за день до этого в бою у Хамуркёя. Несмотря на ранение, он решил не дожидаться ночи. Развернув знамя полка, вместе с полковым священником, он собрал своих солдат, укрывавшихся от непрерывного артобстрела, и верхом возглавил их атаку на высоту 1140. Высота была взята, но плотный артиллерийский огонь делал невозможным пребывание на ней, после чего солдаты полка отступили в беспорядке:183.
Этот беспорядочный отход увлёк и находившихся в ущелье конюхов полевой артиллерии, которые освободив коней от орудий и повозок, верхом бросились галопом на запад. За ними последовали и погонщики мулов.
Однако героическое сопротивление 2-го полка К. Цакалоса и других частей ΧΙΙI дивизии дало возможность, с наступлением ночи, тысячам солдат Группы Трикуписа и беженцев вырваться из котла.

### Итог Аливерана
С приближением ночи турецкая артиллерия прекратила обстрел, опасаясь поразить свои войска, уже спускавшиеся в ущелье и приблизившиеся к греческим частям.
С 20:30 и в полном беспорядке, все оставшиеся в живых, оставив орудия, грузовики, санитарные автомобили, бросились к выходу из ущелья.
Из неразбитых в ходе сражения орудий, были оставлены все орудия полевой артиллерии, однако несколько батарей горной артиллерии сумели вырваться из ущелья.
В узком западном выходе столпились тысячи солдат и беженцев. Из раненных только способные ходить пытались следовать за уходящими. Остальные остались лежать на земле. Некоторым посчастливилось умереть той же ночью:183.
О судьбе оставленных раненных можно только предполагать.
Согласно турецким рапортам, более 2,000 убитых греков были найдены на поле боя, не считая раненных, «которые умерли позже в результате своих тяжёлых ран».
Группа Трикуписа приняла бой в Аливеране не имея и малейшей надежды на его успешное завершение, но не помышляя о сдаче.
Генералы М. Костаракос и С. Кутрис в своей работе пишут, что в Аливеране «греческие части сражались до конца за честь оружия, но герои этой жестокой борьбы остались невоспетыми, в силу печального исхода этого сражения».
В результате разгрома Группы Трикуписа, с одновременной утратой стратегических возможностей Группой Франгу, необходимость эвакуации греческой армии из Малой Азии становилась всё более очевидной:182.

## После Аливерана
Вырвавшиеся из ущелья Аливерана части и гражданское население разбились на две колонны — колонну генералов артиллерии Трикуписа и Дигениса и колонну полковника Каллидопулоса и генерала Димараса.
Колонна Калидопулоса — Димараса (1500 солдат и 82 офицеров) шла без остановки две ночи и два дня и 19 августа:183 была окружена турецкой кавалерией в горах Мурат Дага.
Комдивы приняли решение, что не остаётся ничего другого как сдаться:184.
Однако полковник И. Котулас, герой сражений при Сакарье и Аливерана, во главе своего 14-го полка отказался сдаться и вырвался с боем из окружения. Два батальона других полков дивизии, I/41 и III/41, также отказались сдаться и, прорвав окружение, временно присоединились к получившей в силу своей дисциплины и стойкости прозвище «Железная дивизия» I дивизии А. Франгу.
21 августа 14-й полк и два батальона соединились в Ушаке и вновь образовали XII дивизию, под командованием И. Котуласа.
И. Котулас провёл воссозданную дивизию через Филадельфию, Салихлы, Маниса, Кочаба, Нимфео и вышел к Чешме откуда переправил её на греческий остров Хиос.
Также прорвалась небольшая группа (не более роты) солдат из разгромленной IV дивизии, ведомая майором Г. Цолакоглу, днём раньше отказавшаяся следовать за колонной Калидопулоса.
Колонна Трикуписа — Дигениса без проводников, еды и боеприпасов скиталась в горах Мурат Дага духовно разбитая и физически истощённая, сопровождаемая беженцами.
20 августа её марш замедлился и «едва стоящие на ногах, солдаты скорее всего плелись, а не шли»:184.
Когда колонна дошла до села Оёчук, Трикупис узнал от старцев турок, что Ушак, к которому они шли, был занят турками накануне и что перевал, который Пластирас удерживал до последнего, был оставлен им двумя часами раннее.
Трикупис не решился на прорыв.
Но комдив IX дивизии П. Гардикас был полон решимости.
Не убедив Трикуписа опрокинуть вставших на проходе турок штыковой, он верхом на коне и с криком «вперёд девятая, идём к Пластирасу» возглавил атаку (остатков) своей дивизии, прорвал заслоны турецкой кавалерии, и через Мурат Даг вышел к Чендешу, избежав пленения.
Колонна Трикуписа встала и Трикупис приказал занять позиции для обороны «до последнего».
Однако солдаты отказались исполнять приказ. По выражению Д. Фотиадиса, «они уже духовно и физически были трупами, а трупы не воюют».
Трикупис собрал своих офицеров, заявив им, что в создавшейся обстановке «любое сопротивление будет бессмысленной жертвой», приказывая им сдаться.
Генералы Трикупис и Дигенис и их штабисты сдались.
В истории современной греческой армии до того не было сдавшихся неприятелю офицеров такого ранга.
Число сдавшихся солдат и офицеров Трикуписа колеблется около 4 тыс. человек.
В числе солдат были и малоазийские греки, многие из которых предпочли покончить жизнь самоубийством, зная что им уготовано турками.
Судьба греческих и армянских беженцев шедших с Группой Трикуписа — отдельная тема.

## Арьергардные бои
Между тем Группа Франгоса, шаг за шагом, отходила на запад, а за ней, меняя позиции, шёл её арьергард, «Отряд полковника Н. Пластираса» (5/42 полк эвзонов).
На перевале Ак Таш и при поддержке всего двух горных орудий, Отряд Пластираса перебил колонну 500 турецких кавалеристов, после чего обратил в бегство три турецкие дивизии (!).
Я. Капсис пишет, что это была своего рода месть за расстрел Группы Трикуписа в Аливеране".
На следующий день Группа Франгу отошла к Филадельфии. Тысячи греческих и армянских беженцев собравшихся в городе мешали частям создать элементарную линию обороны города.
23 августа/5 сентября, пытаясь обеспечить эвакуацию разрозненных частей и беженцев и удерживая ж/д станцию в Салихлы, Отряд Пластираса был блокирован в городе двумя кавалерийскими дивизиями и иррегулярными группами кемалистов.
Бой в Салихлы стал единственным боем на улицах какого либо города в истории Малоазийского похода и, одновременно, одной из последних греческих побед в этой войне. Несмотря на ограниченные масштабы боя, победа 5/42 полка эвзонов Пластираса в Салихлы 23 августа позволила отступающим греческим частям и беженцам без особых препятствий со стороны турок продвинуться к Эритрейскому полуострову.
На следующий день, 24 августа, правительство спешно назначило командующим Малоазийской армии генерала Г. Полименакоса.
В тот же день, 24 августа, другой отряд Группы Франгоса, «Отряд полковника Луфаса», занял высоты Бин-Тепе, прикрыв силы отходящие к Касаба. Отряд Луфаса подвергся мощной атаке, но удержал позиции, дав возможность отходящим силам создать 25 августа временную линию обороны в Касаба, в непосредственной близости к Смирне.
Но у правительства не было планов обороны Смирны.
Склонный к теории заговора, историк Я. Капсис пишет, что правительство монархистов уже с апреля готовило оставление Малой Азии, но при этом не разрешало отъезд населения в Грецию, отказывалось выдать населению оружие и не разрешало возвращение в Малую Азию офицеров венизелистов":136.
У правительства не было иллюзий в том что кемалисты продолжат геноцид греческого населения, но правительству, как и десяткам тысяч беженцев скопившихся в Смирне, не оставалось ничего другого как надеяться, что кемалисты не посмеют приступить к резне населения на виду союзных эскадр, стоявших на рейде города.
Полименакос не имел ни приказа, ни времени, ни достаточных сил для организации линии обороны вокруг Смирны. Смирна осталась открытым городом, что однако не спасло ни город, ни его (христианское) население.
Полименакос даже не имел приказа закрепиться на Чесменском полуострове, чтобы использовать этот плацдарм в целях будущих переговоров.
По сути генерал Полименакос успел издать один единственный приказ о эвакуации армии из Малой Азии.
Франгос провёл свою «Группу» к Чешме, где её части были погружены на корабли и переправлены на острова Хиос и Лесбос.
Последний и победный для греческого оружия бой 5/42 полка эвзонов Пластираса состоялся 28 августа/10 сентября 1922 года у села Ставро́с (тур. Зегуй). Прикрывая посадку последних частей на корабли, эвзоны Пластираса разгромили рвавшихся к Чешме турецких кавалеристов и поставили свою, победную, точку в печальном исходе Малоазийского похода.

### Отдельная дивизия

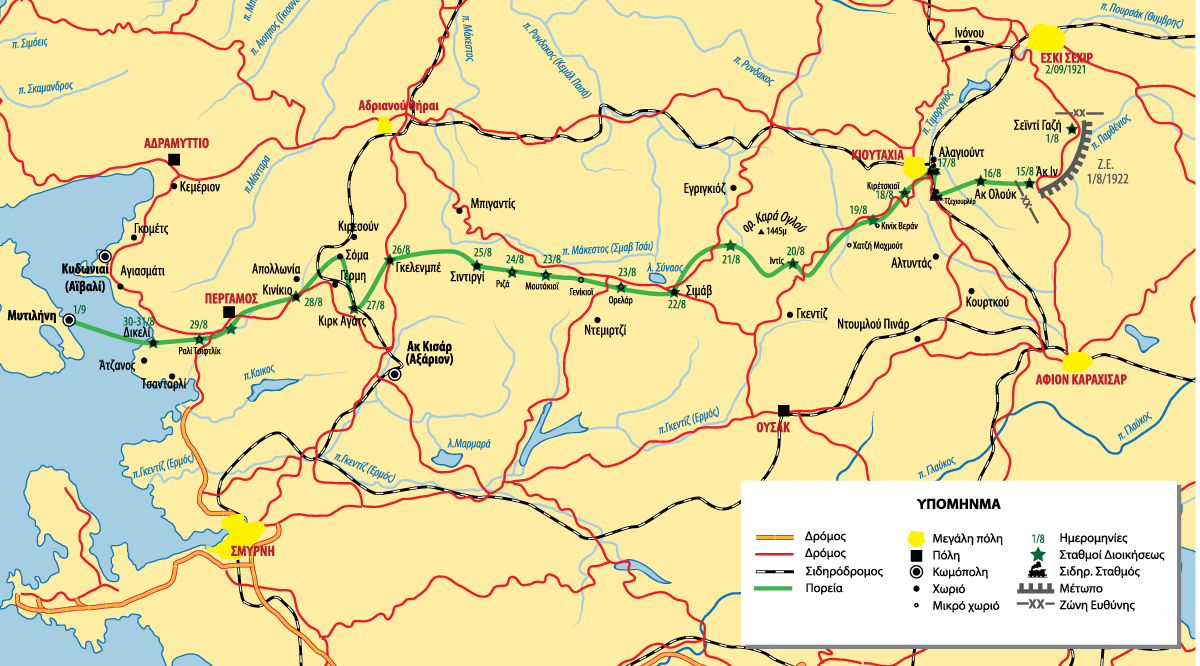
Марш Отдельной дивизии показан на карте зелёным цветом

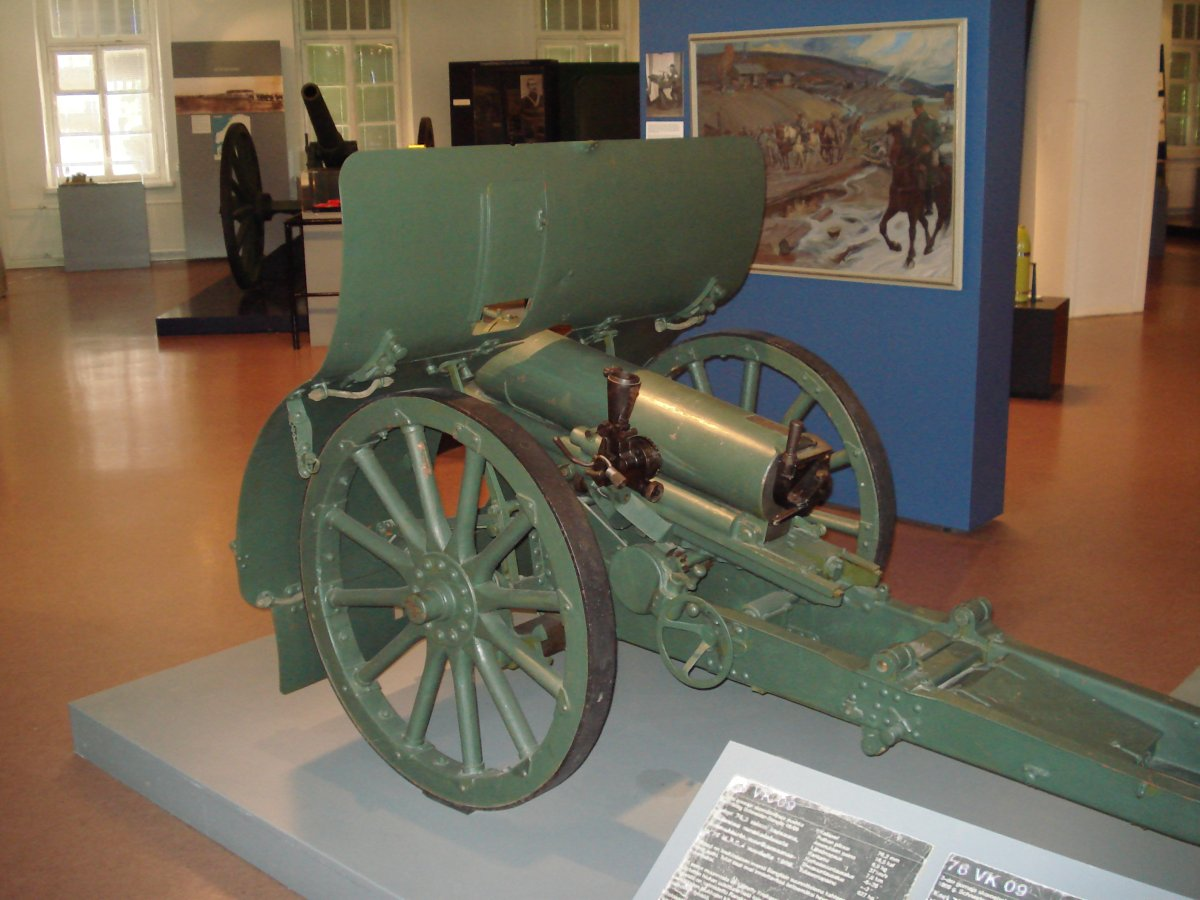
Горное орудие 76 мм Schneider-модификация полковника П. Данглиса 1906 года

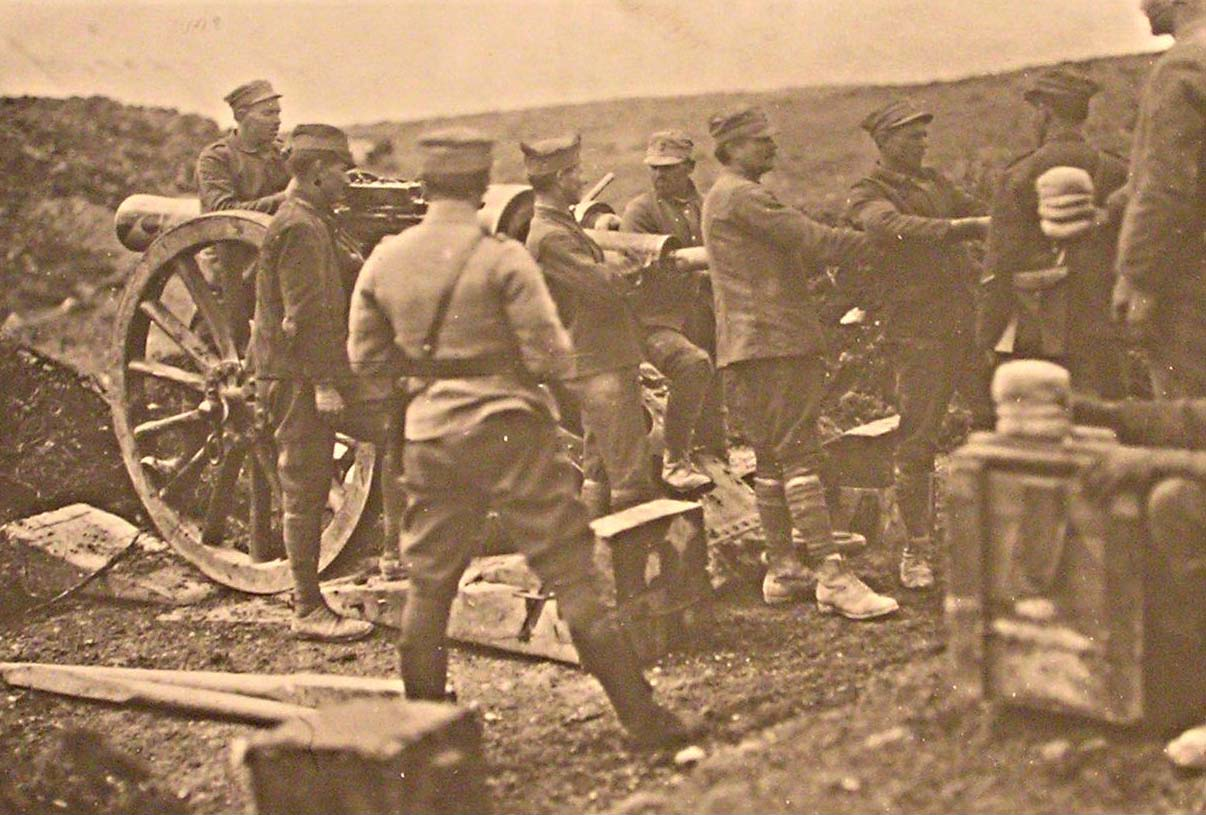
Батарея орудий Шкода 105 мм Отдельной дивизии

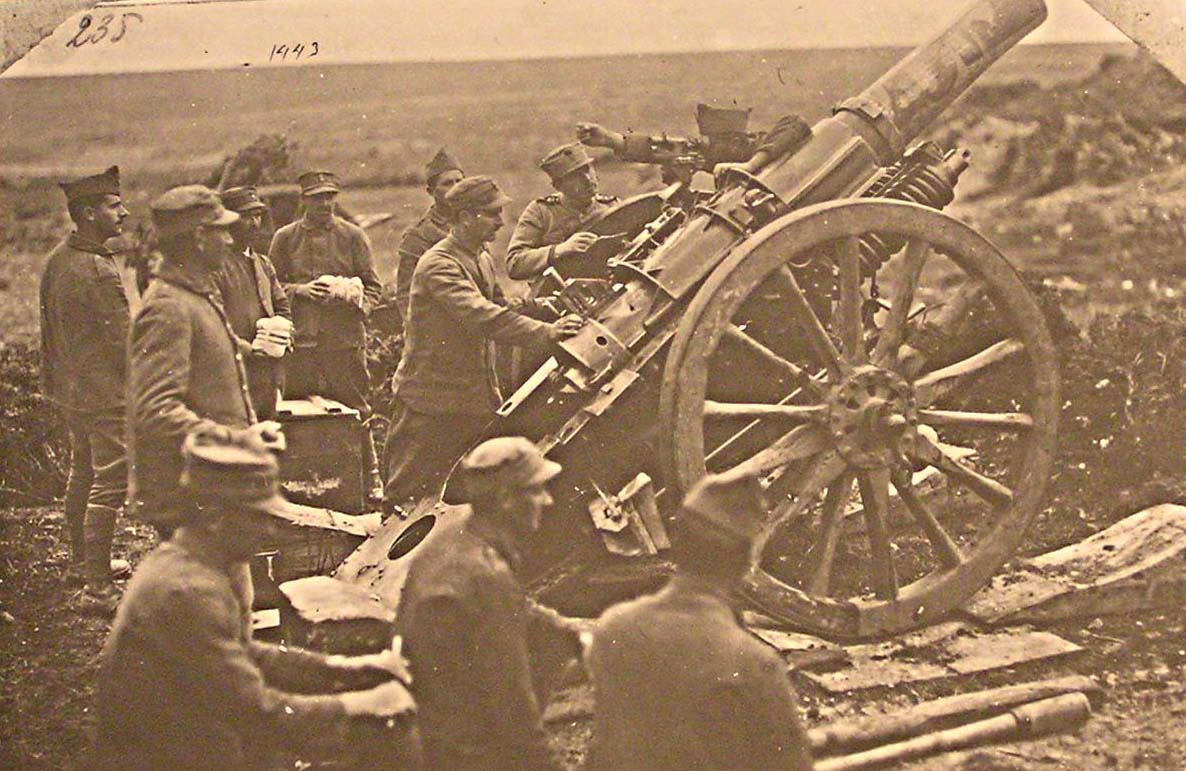
Батарея орудий Шкода 105 мм Отдельной дивизии ведёт огонь по неприятелю

Особого упоминания достойна героическая греческая «Отдельная дивизия», чей 17-дневный 630 км переход с запада Малой Азии к Эгейскому морю, с боями по территории уже занятой турецкими войсками, греческая историография сравнивает с «Отступлением десяти тысяч» из «Анабасис» Ксенофонта:186.
«Отдельная дивизия» была одной из тех частей, которой, согласно «бредовому плану» Хадзианестиса предстояло занять Константинополь, но в конечном итоге она была переброшена на северо-запад Малой Азии.
К этому моменту в составе штаба дивизии были комдив полковник Димитрис Теото́кис, начальник штаба Г. Момфератос, командир пехоты И. Константину и командир артиллерии Гарезос, которого вскоре сменил полковник артиллерии С. Маврогенус.
В составе дивизии был дивизион горной артиллерии (8 орудий Шнайдера Данглиса 75 мм, командир майор Н. Коломво́цос) и дивизион (в действительности батарея) полевой артиллерии (4 трофейных орудия Шкода 105 мм и 2 орудия Шнайдера — Данглиса 75 мм, командир майор К. То́циос) — всего 14 орудий.
В августе 1922 года дивизии было приказано маршем пройти в расположение II корпуса, но 18/31 августа дивизия обнаружила что она находится в тылу наступающей турецкой армии.

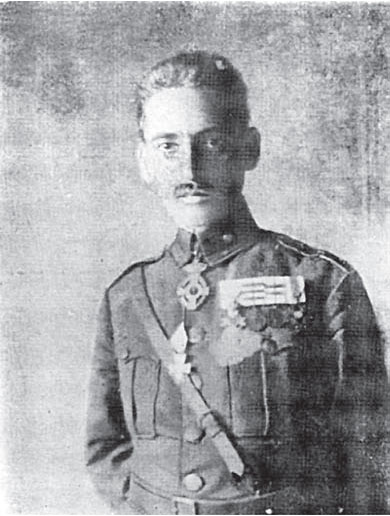
комдив Отдельной дивизии полковник Димитриос Теото́кис

Повернув на запад и сохраняя боевой порядок, дивизия, после непрерывных боёв в течение 17 дней против многократных турецких сил, пробилась к Эгейскому морю и вышла к прибрежному Дикили, уже после того как южнее турки также вышли к морю, сожгли Смирну и устроили резню христианского населения города.
На подходе к Дикили солдаты авангарда, так же как их предки из «десяти тысяч» из «Анабасис» Ксенофонта разразились криками «таласса» (греч. Θάλασσα — море).
Авангард 53-полка (командир подполковник Ципурас), в составе 2-го батальона эвзонов и дивизиона горной артиллерии, отбил Дикили у турецких чет и подготовил почву для прибытия дивизии.
Город был разрушен иррегулярными частями турок. Наведя порядок в городе, часть авангарда переправилась на остров Лесбос и реквизировала греческие грузовые пароходы «Иония» и «Этолия», на которых была успешно произведена эвакуация дивизии.
С дивизией к морю вышли до 4 тыс. греческих и армянских беженцев, которые также были успешно эвакуированы на Лесбос.
В ходе эвакуации, арьергард дивизии вёл бой с наседавшими кавалерийскими и иррегулярными частями турок, до завершения переправы дивизии и беженцев на Лесбос. В числе последних, 3 сентября 1922 года, при огневой поддержке подошедшего миноносца «Тетис II», переправились командиры полков И.Константину и Н. Ципурас, начальник штаба дивизии Г. Момфератос, командир арьергарда Абудуроглу и комендант Дикили подполковник С. Маврогенус.

### Отход III корпуса и эпизод XI греческой дивизии
19 августа/1 сентября, лишь через 6 дней после начала турецкого наступления, Хадзианестис «вспомнил», что на северном участке фронта находился III Корпус армии, который без его приказа остался безучастным наблюдателем сражения на юге.
Одним из последних приказов до своего смещения, Хадзианестис приказал III Корпусу отойти к Мраморному морю.
III корпус П. Сумиласа (III, X, XI дивизии) был вне событий. Из трёх его дивизий XI дивизия была наиболее отдалена от фронта, контролируя регион Киоса.
Лишь прикреплённая к III корпусу «Отдельная дивизия» 16 августа передала свой 52-й полк Корпусу и начала свой рейд по тылам наступающей турецкой армии.
В ночь с 18 на 19 августа III корпус оставил Эскишехир. В марше корпуса к морю, и зная что его ожидает, за ним последовало христианское население региона.
Изолированная географически XI дивизия начала отход с опозданием в 4 критических, как оказалось впоследствии для её судьбы дня, 22 августа.
III и X дивизии в ходе своего марша сдержали наступление турок у Ковалджи, а затем, 23 августа, прорвали турецкую линию обороны у Бурсы и вышли к Мраморному морю.
Для эвакуации корпуса регион располагал портами Муданья, Гемлик и Панормос.
Панормос находился в 90 км, но располагал бо́льшими возможностями нежели ближайшие Муданья и Гемлик.
Было принято решение посадки в Паноромос и Артаки. Последний находился на полуострове Кизика, узкий перешеек которого можно было оборонять малыми силами.
27 августа/9 сентября, в день вступления турок в Смирну, был получен приказ посадки на суда.
В тот же день, отряд полковника Зираса отразил атаку турок у Муданьи. Встретив возражения французских властей вступить в город, 28 августа отряд Зираса, вместе с приданным XI дивизии 52-м полком обошли город с запада и соединились с III и X дивизиями.
Однако XI дивизия, отступавшая севернее Бурсы в горах, потеряла контакт с III корпусом.
Тем временем турецкая кавалерия вклинилась в брешь между XI и X дивизиями и окружение первой стало вопросом времени.
На подходе к Муданья комдив XI дивизии генерал артиллерии Н. Кладас, встретил сотню французских моряков, возглавляемых майором французской армии, который заявил, что французские власти не разрешают ему вступление в город.
Подтверждая поворот политики Франции по отношению к своему бывшему и номинально ещё союзнику, Д. Хортон приводит заявление французских офицеров что «мы, почти все, на стороне кемалистов и против англичан и греков»:171.
Хортон и В. С. Дэвис (William Stearns Davis, 1877—1930) свидетельствуют, что турецкое наступление в августе 1922 года в Вифинии, то есть в районе действия XI дивизии, было произведено с использованием французских боеприпасов и при участии французских советников:171.
Он же пишет, что на Францию должен быть возложен позор и ответственность за резню греческого и армянского населения региона:173.
Между тем, следовавшие с дивизией, 25 тыс. христианских беженцев просачивались в город, надеясь на защиту французского флага.
Кладас оставался нерешительным и впоследствии обвинялся своими солдатами, что в этот момент любой ефрейтор командовал бы дивизией лучше чем Кладас, что как минимум он (ефрейтор) повернул бы дивизию западнее, к Панормос.
Другие пишут, что непонятно чего Кладас испугался — 100 моряков, которых без труда можно было опрокинуть и при необходимости направить орудия дивизии против 2-3 французских военных кораблей.
Немногие пытаются оправдать Кладаса и только в последнем предположении, считая, что кроме политических последствий, он не мог вступить в столкновение с союзниками, в то время как беженцы искали защиту французского флага.
Кладас ждал ответ штаба корпуса, медлил с решением, пока капеллан дивизии не заявил ему, что наступают моменты когда следует принимать мужественные решения. Застрявшая в Демир Таше дивизия тронулась в путь утром 29 августа. Но было уже поздно.
Блокированную на равнине у Муданья, XI дивизию стала обстреливать артиллерия XIX турецкой дивизии.
30 августа Кладас послал своего начальника артиллерии к французам, через которых согласовал условия сдачи дивизии туркам.
Однако половина состава дивизии отказались следовать за комдивом, последовала за начальником штаба Н. Стасиосом, и прорвалась к Панормос.
С Кладасом осталось не более 4 тыс. солдат. Но и из оставшихся с ним, многие офицеры и рядовые отказались сдаться и группами пробились через турецкие линии. Те из них, что выбрались в Муданья были арестованы французами и переданы туркам.
Остальные две дивизии корпуса и половина состава XI дивизии успешно эвакуировались через Панормос и Артаки в Восточную Фракию.
Подводя итог действиям Кладаса, генерал Спиридонос пишет: «III корпус армии располагал лучшей из всех наших дивизий, „Отдельной дивизией“ и наихудшей из всех прочих, XI дивизией, которая под бессмысленным командованием и разложенная была сдана врагу….»:187.

## Восстание армии
После того как правление монархистов привело к поражению экспедиционной армии в Малой Азии и резне и изгнанию коренного населения Ионии, 28 августа/10 сентября 1922 года король Константин распустил правительство Протопападакиса и доверил пост премьер-министра своему комиссару в Константинополе, Триандафиллакосу:357.
Однако последовавшее восстание армии, которое быстро распространилось по всей стране, вынудило правительство Триандафиллакоса 26 сентября подать в отставку. Одновременно, Константин оставил свой трон, в пользу своего сына, наследного принца Георга II.
Восстание возглавили боевые офицеры отличившиеся в последний период войны. Полковник Пластирас стал членом руководства революционного комитета, который арестовал министров предыдущего правительства и если бы не вмешательство послов Франции и Британии министры были бы расстреляны на месте.
Революционный комитет дал обещания послу Британии, что власть будет передана гражданскому правительству:358.
Первоначально революционный комитет назначил премьером А. Заимиса, но тот был ещё в Вене. В силу этого был избран С. Крокидас, который однако в этот период был вне Афин.
По этой причине премьер-министром стал генерал-лейтенант артиллерии А. Хараламбис, который остался на этом посту один день, до возвращения и присяги Крокидаса 17 сентября 1922 года.
В действительности страной правило не правительство Крокидаса, а революционный комитет.
Министры правительств монархистов, генерал Хадзианестис, адмирал Гудас и принц Андрей предстали перед трибуналом, обвиняемые в том, что принесли в жертву национальные интересы, ради личных и партийных интересов и интересов трона. Решением трибунала, который получил имя Процесс шести, пять бывших министров и премьеров от монархической партии и генерал Хадзианестис были приговорены к смерти, один министр и адмирал Гудас — к пожизненному заключению, принц Андрей — к 10 годам заключения, впоследствии заменённым пожизненным изгнанием из страны:359.

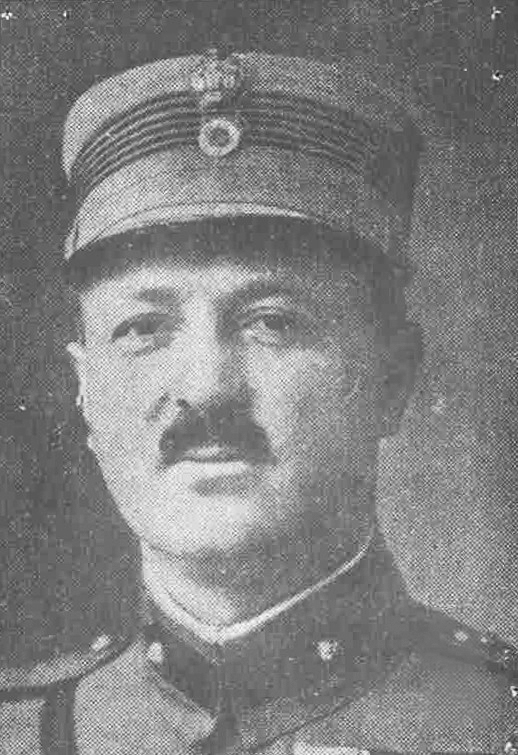
Полковник артиллерии Теодорос Хавинис, член революционного трибунала 1922 года

Отметим что полковник артиллерии Т. Хавинис, изгнанный из армии в декабре 1920 года, после прихода к власти монархистов, был одним из 12 членов трибунала и упоминается в числе членов трибунала отказавших помиловать подсудимых.
В особенности упоминается его обвинение в адрес командующего Хадзианестиса и правительства, в связи с принятым ими «бестолковым» и «преступным» решением снять три дивизии с малоазийского фронта и перебросить их к Константинополю для шантажа союзников.
Премьер С. Крокидас подал в отставку 14 ноября, выразив несогласие с предложенным расстрелом шести.
Приговор был приведён в исполнение 15/28 ноября 1922 года.

## Армия Эвроса — К новой войне
После эвакуации экспедиционной армии из Малой Азии, революционное правительство назначило своим представителем на переговоры в Муданья, до того опального правительством монархистов, генерал-лейтенанта артиллерии Александра Мазаракиса. Мазаракис первоначально отказался подписать Муданийское перемирие, когда обнаружил что Греция, после эвакуации из Малой Азии, должна была оставить без боя и Восточную Фракию, надёжно прикрытую греческим флотом. Черноморские проливы ещё оставались под контролем союзников, армия кемалистов не располагавшая флотом не могла переправиться во Фракию в случае если ей будет противодействовать греческий или британский флот, но давление союзников по Антанте на революционное правительство было огромным. Греческая армия оставила Восточную Фракию (сегодняшнюю европейскую Турцию) без боя. При этом соглашение предусматривало, что армия кемалистов займёт позиции не ближе 15 км к Проливам, турецкие силы в Восточной Фракии ограничивались 8 тыс. жандармов.
Но поскольку мирное соглашение правительств Греции и Турции (кемалистов) ещё не было подписано и возобновление военных действий не исключалось, одной из первоочерёдных задач Революционного правительства было усиление Армии Эвроса.
После Малоазийской катастрофы с сентября 1922 года, в Западной Фракии под руководством генерал-майора Т. Пангалоса начала формироваться т. н. Армия Эвроса, готовая к повторному занятию Восточной Фракии.
Состав (структура) артиллерии остался прежним, то есть артиллерия дивизий с 2 дивизионами горных орудий 75 мм (по 2 батареи), артиллерией корпусов армии с 1 полком полевой артиллерии и артиллерией армии с некоторым числом дивизионов орудий разного калибра.
Однако располагаемых орудий было явно недостаточно для сформированных дивизий.
В январе 1923 года Армия Эвроса насчитывала 110 тыс. человек, распределённых в трёх корпусах армии (9 пехотных и 1 кавалерийская дивизии). Отсутствие тяжёлых орудий осталось неразрешённой проблемой, поскольку вся тяжёлая артиллерия была оставлена в Малой Азии. Разорённая десятилетними войнами страна не располагала финансами для закупки новых орудий и попытка приобрести орудия в союзной и традиционно дружественной грекам Сербии осталась без результата. Таким образом армейская артиллерия ограничилась двумя полками полевой артиллерии.
С другой стороны, не соблюдая положения статьи 11 Муданийских соглашений с союзниками, турки укрепляли позиции всего в 5 км от Дарданелл и вместо предусмотренной соглашениями жандармерии в 8 тыс. человек, разными путями перебрасывали в Восточную Фракию армейские части. Так к концу 1922 — началу 1923 годов турецкая армия во Фракии насчитывала 35 тыс. человек и 100 орудий.
К марту, согласно информации полученной греческим генштабом, турецкие силы во Фракии насчитывали 43 тыс. пехотинцев и 2.500 кавалеристов.
Д. Дакин пишет, что если бы в этот момент было бы принято решение о возобновлении военных действий, то Армия Эвроса могла бы молниеносно дойти до Константинополя и турки были не в состоянии остановить её:364.
Командование кемалистов предвидело подобный ход событий, в особенности если Греция задействует не использованное до того своё главное оружие — военно-морской флот — и вновь введёт свои корабли в Проливы и Мраморное море.
Не располагая флотом, кемалисты рассчитывали на благожелательность стран Антанты и противодействие их флотов.
Командование кемалистов просчитало, что в случае наступления во Фракии, греческой армии понадобится как минимум 5 дней чтобы выйти к укреплённой линии Чаталджи перед Константинополем и, в случае если Антанта будет препятствовать возвращению греческого флота, то трёх дней будет достаточно для переброски больших сил кемалистов к Чаталдже. Это привело бы к затяжной войне, к которой во всех отношениях Греция не была готова.
Не располагая финансами для новой войны и не имея никаких гарантий союзников, в попытке избежать затяжную войну, Венизелос прозондировал возможность участия в операции для её ускорения нескольких сербских дивизий и дивизионов артиллерии. Последнее было особенно важно для греческой артиллерии, чья тяжёлая и полевая артиллерия на тот момент была ослаблена и её усиление в ближайшее время исключалось плачевным состоянием финансов страны. Однако дружественная Сербия проявила осторожность, даже после того как Венизелос предложил уступить ей пограничную Флорину.
Кроме этого, располагая информацией о секретном договоре кемалистов с Болгарией, Венизелос попытался связать Сербию хотя бы обязательством, что она нейтрализует действия Болгарии, если та попытается получить реванш за Вторую Балканскую и Первую мировую войны, воспользовавшись затяжной греко-турецкой войной. Однако и в этом вопросе он не получил чёткого ответа.
Командование армии и флота было уверено в победе, но в этих условиях и не располагая финансами для ведения новой войны, Венизелос был склонен положить конец военному десятилетию страны.
Возглавив греческую делегацию на Лозаннской мирной конференции использовал Армию Эвроса как угрозу и дипломатическое оружие. Позаботившись распространить слухи, что он не сможет сдержать наступление греческой армии, если турки будут настаивать на выплату Грецией репараций:364, он убедил И. Инёню, что настаивая на репарациях тот ведёт две страны к новой войне, где два народа вновь будут инструментами политики Великих держав.
После чего и невзирая на указания командования армии, Венизелос подписался под оставлением Восточной Фракии в пределах нового турецкого государства.
После того как Венизелос поставил свою подпись под соглашением, адмирал Александрос Хадзикирьякос и генерал Пангалос послали Венизелосу следующую телеграмму «Мы вынуждены принять, ради чести Греции, это решение, несмотря на то, что оно было принято вразрез с чётким письменным указанием министру иностранных дел. Командующие армии и флота скорбят со вчерашнего дня и более не доверяют делегации»:398.
После подписания Лозаннского соглашения и демобилизации Армии Эвроса, греческая армия вернулась на свои базы мирного периода.
Греческая артиллерия вступила в длительный период постепенного восстановления и модернизации.